# Bad Soden am Taunus

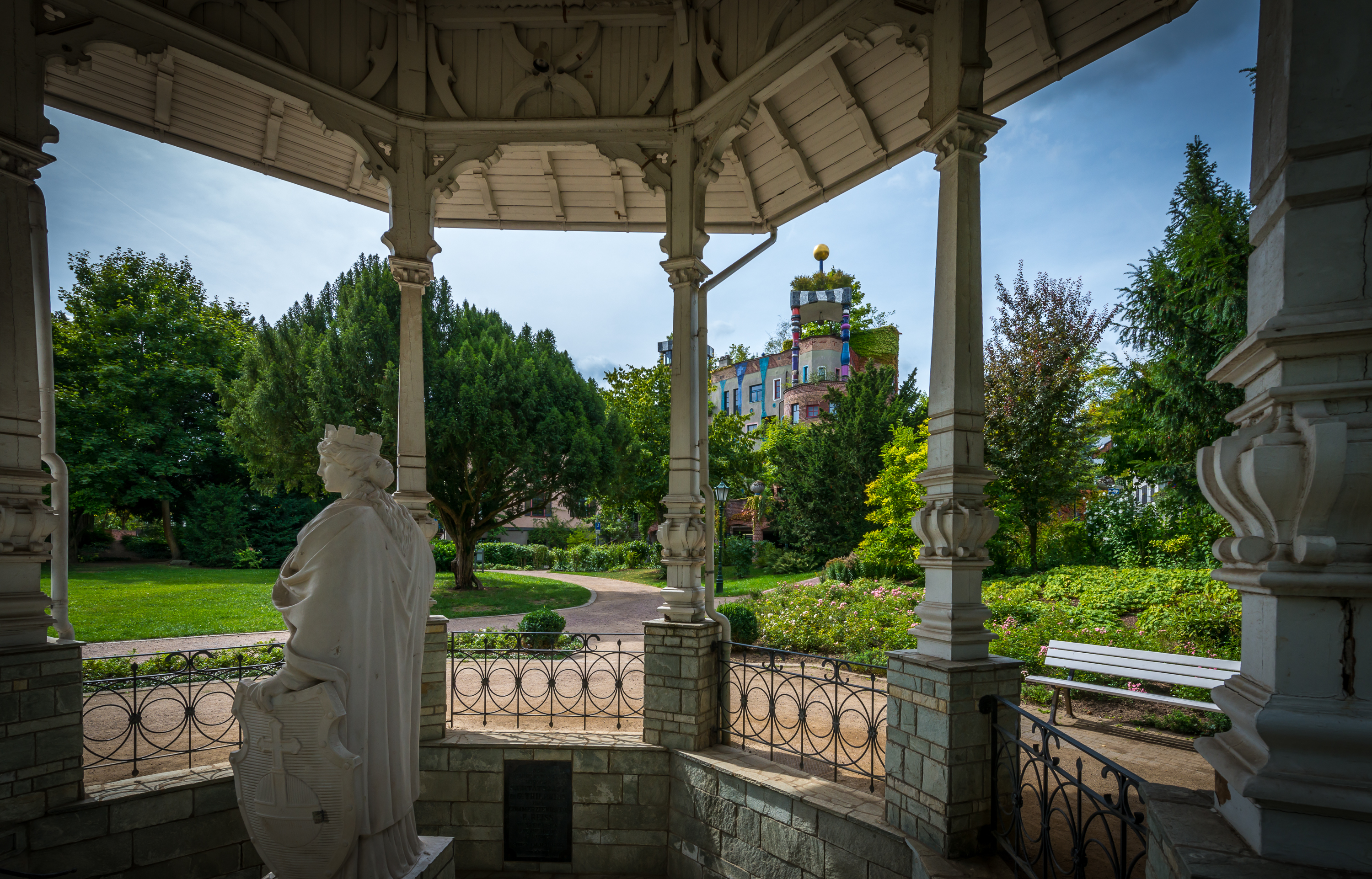
Der Solbrunnen mit der Statue der Sodenia ist ein Wahrzeichen der Stadt (im Hintergrund: das Hundertwasserhaus).

Bad Soden am Taunus (bis 1922 Soden) ist eine Stadt mit 23.103 Einwohnern (Stand: 31. Dezember 2024) im hessischen Main-Taunus-Kreis im Regierungsbezirk Darmstadt. Die Stadt liegt an den Südhängen des Taunus und ist ein Teil der Stadtregion Frankfurt, der größten Agglomeration im Rhein-Main-Gebiet. Als Reichsdorf war es im Mittelalter bekannt für Sole- und Warmquellen, später, bis zu den 1990er-Jahren, als ein international bekannter Kurort. Heute ist Bad Soden ein Ort mit Heilquellenkurbetrieb sowie ein wichtiger Wohn- und Arbeitsraum westlich der Stadt Frankfurt am Main. Wie die benachbarten Städte Königstein im Taunus und Kronberg im Taunus (beide Hochtaunuskreis) ist Bad Soden für seine gehobenen und teuren Wohnlagen mit einer Reihe von Villen bekannt. Dementsprechend wies die Stadt Bad Soden am Taunus im Jahr 2022 einen weit überdurchschnittlichen Kaufkraftindex von 164,4 (Normwert 100) auf und nimmt damit einen bundesweiten Spitzenplatz ein.

## Geografie

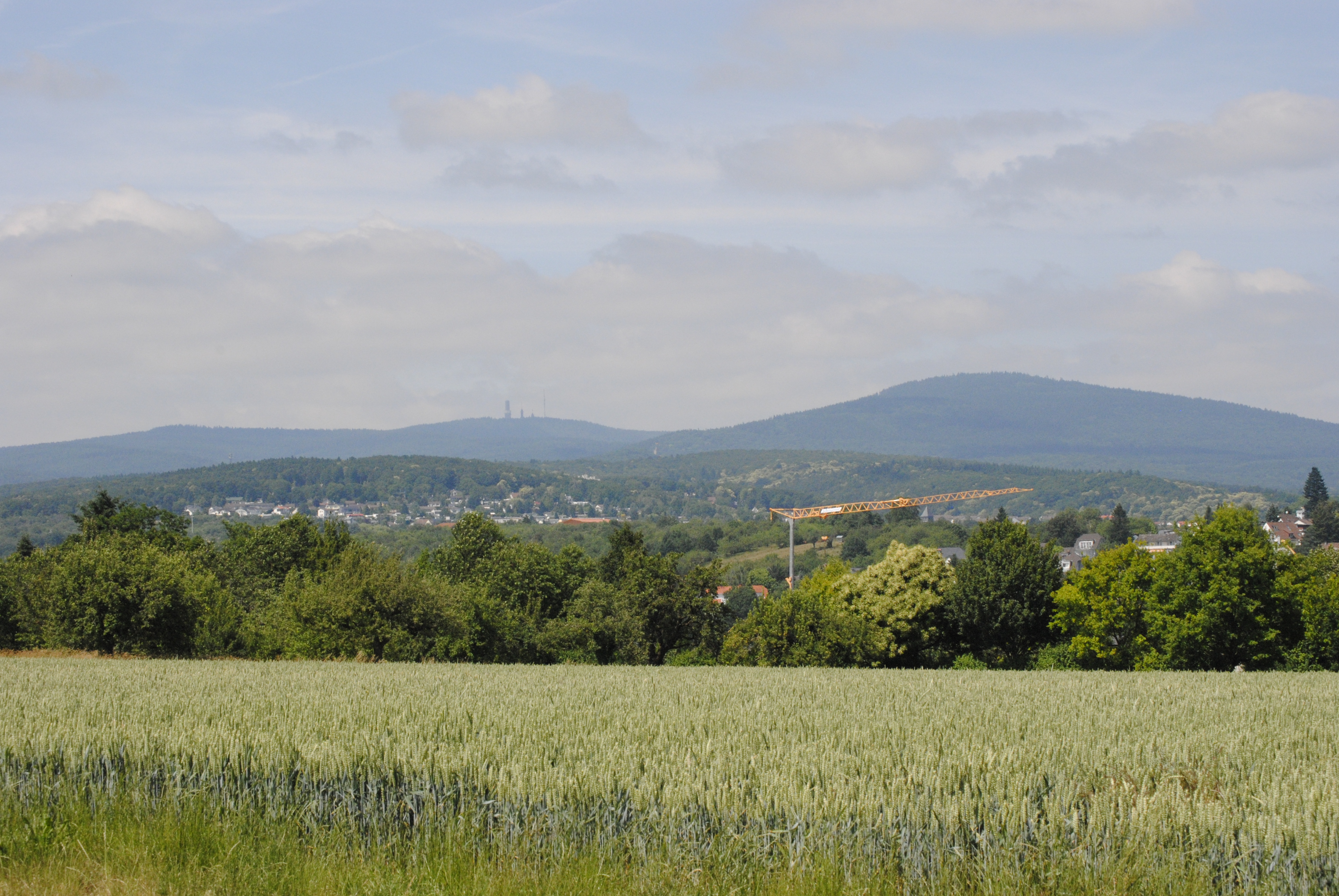
Blick auf den Taunus von der Sodener Wilhelmshöhe

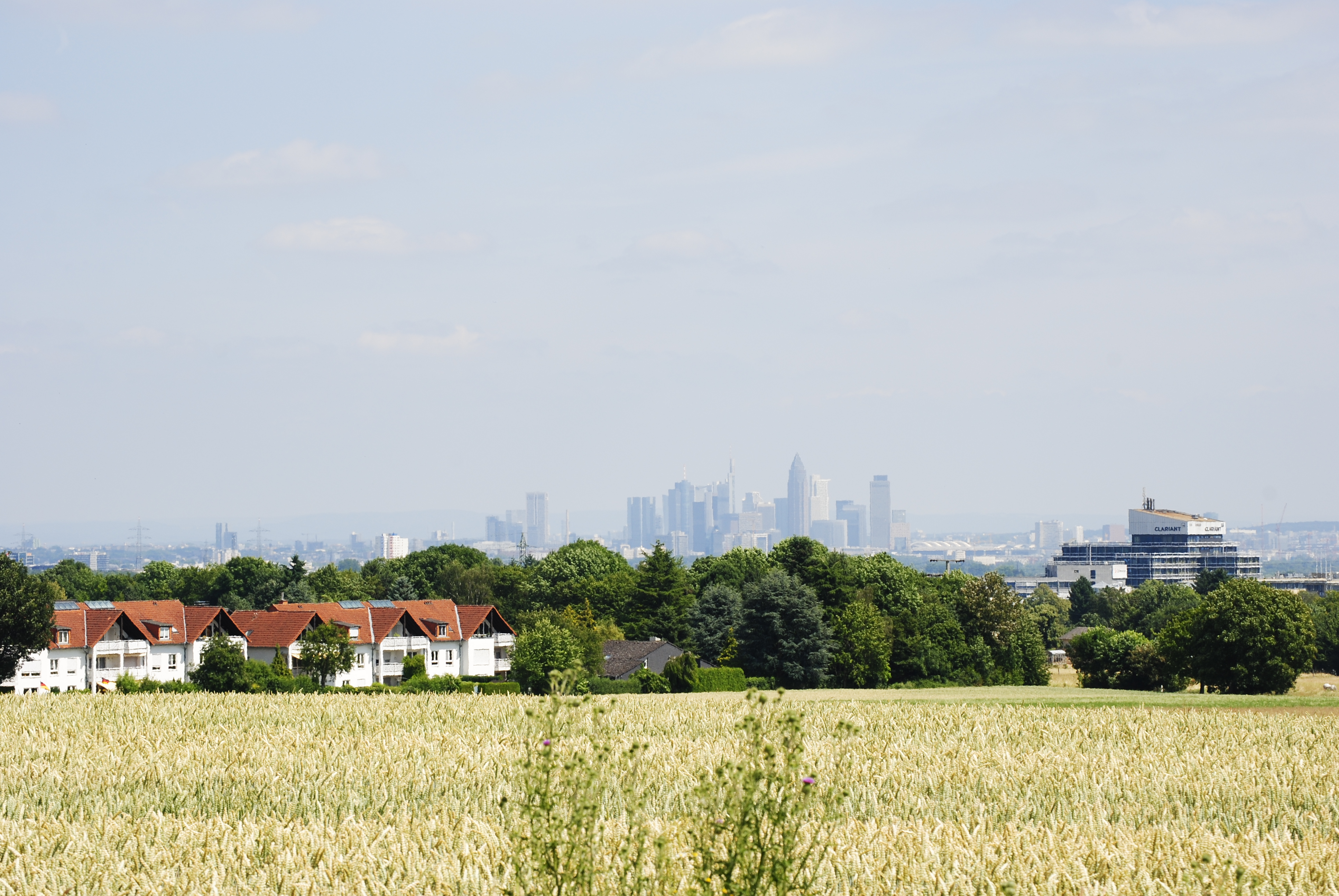
Blick auf die Frankfurter Skyline von der Sinaihöhe

### Geografische Lage
Bad Soden am Taunus liegt am Südhang des Taunus, 15 Kilometer nordwestlich von Frankfurt am Main und 20 Kilometer nordöstlich von Wiesbaden. Die Gemarkungsfläche umfasst insgesamt 1247 Hektar. Hiervon sind 231 Hektar bewaldet. Auf den Stadtteil Bad Soden (Kernstadt) entfallen 479 Hektar, auf den Stadtteil Neuenhain 454 Hektar und auf den Stadtteil Altenhain 314 Hektar. Die Höhe variiert zwischen 130 und 385 m ü. NHN. Der tiefste Punkt befindet sich im Bereich der Straße Auf der Krautweide, der höchste Punkt im Bereich der Kreuzung B 519/L 3266 an der nördlichen Gemarkungsgrenze.
Durch die Stadt fließen zwei Bäche. Der Sulzbach durchfließt das Stadtzentrum sowie den Quellenpark und mündet in die Nidda. Beim zweiten handelt es sich um den Waldbach, welcher durch das zum Ortsteil Neuenhain gehörende, Im Süßen Gründchen genannte Tal fließt. In Schwalbach mündet er in den gleichnamigen Schwalbach.

### Nachbargemeinden
Bad Soden grenzt im Norden an die Stadt Königstein im Taunus (Hochtaunuskreis), im Osten an die Stadt Schwalbach am Taunus und die Gemeinde Sulzbach (Taunus), im Süden an die Gemeinde Liederbach am Taunus sowie im Westen an die Stadt Kelkheim (Taunus).

### Stadtgliederung
Die Stadt Bad Soden besteht seit der Gebietsreform von 1977 aus den drei Stadtteilen Altenhain, Bad Soden und Neuenhain.
Die ursprünglich vom Land Hessen zusätzlich geplante Eingemeindung der Gemeinde Sulzbach wurde nicht realisiert. Aufgrund des Widerstandes von Bevölkerung und Politik in Sulzbach und der vergleichsweise guten Finanzsituation der Gemeinde durch das Main-Taunus-Zentrum wurde der Erhalt der Eigenständigkeit durchgesetzt. Im Mittelalter bestand auf nun Altenhainer Gebiet der Weiler Beidenau, der seit dem 16. Jahrhundert eine Wüstung ist.

### Klima
|                        | Jan  | Feb  | Mär  | Apr  | Mai  | Jun  | Jul  | Aug  | Sep  | Okt  | Nov  | Dez  |   |     |
| Mittl. Temperatur (°C) | −1,6 | −1,1 | 2,0  | 6,3  | 10,1 | 13,3 | 15,4 | 15,2 | 11,2 | 6,8  | 2,4  | −0,6 | ⌀ | 6,7 |
| Mittl. Tagesmax. (°C)  | 0,4  | 1,2  | 5,2  | 10,5 | 14,5 | 17,7 | 19,9 | 19,7 | 14,9 | 9,6  | 4,5  | 1,5  | ⌀ | 10  |
| Mittl. Tagesmin. (°C)  | −3,4 | −3,2 | −0,6 | 2,9  | 6,5  | 9,6  | 11,8 | 11,8 | 8,4  | 4,6  | 0,6  | −2,4 | ⌀ | 3,9 |
|                        |      |      |      |      |      |      |      |      |      |      |      |      |   |     |
| Niederschlag (mm)      | 80,0 | 73,0 | 72,0 | 56,0 | 89,0 | 81,0 | 93,0 | 73,0 | 83,0 | 85,0 | 81,0 | 95,0 | Σ | 961 |

| −3,4 |

| −3,2 |

| −0,6 |

| 2,9 |

| 6,5 |

| 9,6 |

| 11,8 |

| 11,8 |

| 8,4 |

| 4,6 |

| 0,6 |

| −2,4 |

| −3,4 |

| −3,2 |

| −0,6 |

| 2,9 |

| 6,5 |

| 9,6 |

| 11,8 |

| 11,8 |

| 8,4 |

| 4,6 |

| 0,6 |

| −2,4 |

## Geschichte

### Römerzeit und erste Erwähnung
In Bad Soden findet man an vielen Stellen Quellen darunter viele Warm- und Solequellen. Dies war auch zu Zeiten der Römer so. Man geht davon aus, dass schon die Römer in den warmen Quellen in Soden badeten und teilweise Salz damit gewannen. Es gibt jedoch keine urkundliche Erwähnung aus dieser Zeit. Bei Bohrungen an den Quellen VI und VII fand man aber Scherben von Tongefäßen, welche vermutlich die Arbeit von Römern waren. Des Weiteren befinden sich auf dem Burgberg in Soden auch alte Reste einer Burg, die offenbar teilweise aus alten römischen Backsteinen gebaut wurde. Jedoch sind keine weiteren Beweise erhalten geblieben. Auch für die Zeit der Völkerwanderung wurden keine Nachweise in Soden gefunden.
Erstmals wurde das Dorf Soden im Jahr 1190 in einer Urkunde des Klosters Retters erwähnt, welche seine Güter aufzählte. Auf dem heutigen Burgberg befand sich ein Weinberg des Klosters. Zwischen 1222 und 1475 werden mehrere Adlige aus Sulzbach genannt, welche eine Burg in Soden besaßen, die sich auf dem Burgberg befand.

### Soden als „Reichsdorf“

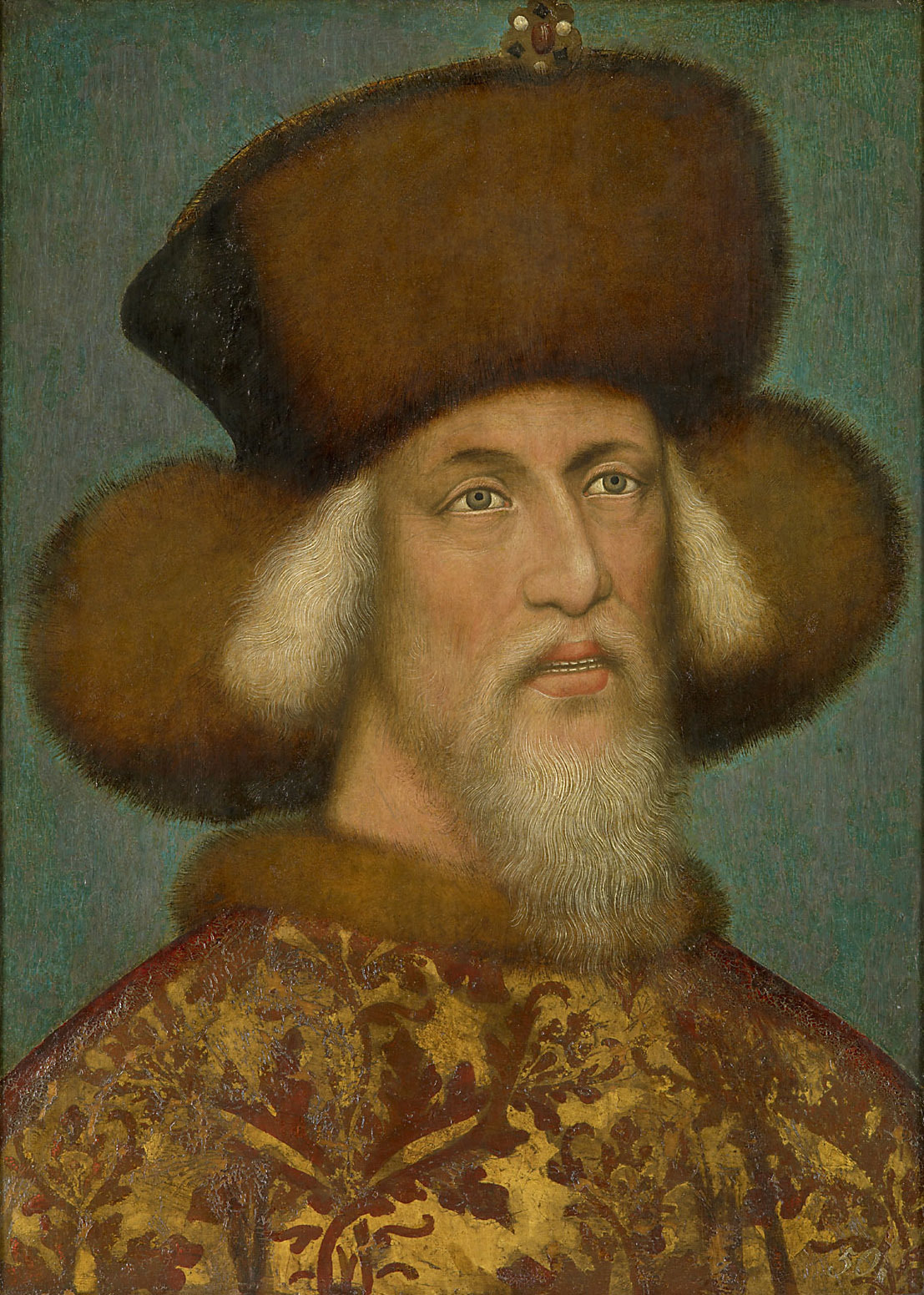
Kaiser Sigismund in einem Porträt von 1436

Im Jahr 1434 erhob Kaiser Sigismund Soden und Sulzbach und die Dörfer Sennfeld und Gochsheim (bei Schweinfurt) zu Reichsdörfern. Als freies Reichsdorf war es bis 1803 keiner unmittelbaren Landesherrschaft unterstellt. 1437 wurden die Sodener Solequellen in einer kaiserlichen Urkunde erwähnt. 1486 wurde in Soden die erste Salzsode erbaut und 1494 ließ man den Gesundbrunnen mit einer Einfassung versehen. Am 24. Mai 1547 ließ Feldherr Graf Maximilian von Egmond die Dörfer Soden und Sulzbach in Brand setzen, da Frankfurt den Durchmarsch und Lieferungen verweigerte. Kurze Zeit später ließ Albrecht von Brandenburg-Kulmbach ebenfalls die beiden Reichsdörfer niederbrennen, aufgrund einer erfolglosen Belagerung von Frankfurt.
Bei einer Untersuchung des Dorfes Soden wurden von Baumeistern vier Solequellen und eine warme Quelle festgestellt. 1605 bekamen die Gebrüder Gaiß die Erlaubnis der Stadt Frankfurt zur Anlegung einer Saline. Doch für die Erbauung waren viele Verpflichtungen zu erfüllen. Im Vordergrund stand die Deckung des Salzbedarfs der Stadt Frankfurt. Außerdem war ein Verkauf der Saline auch nur durch den Senat möglich. Bis dahin versuchten viele den Bau einer Saline. Doch ohne Einigung mit dem Magistrat der Stadt Frankfurt konnte auch nichts gebaut werden. Zunächst waren die Sodener Bürger noch ruhig. Doch nach und nach kam eine Unzufriedenheit auf, da sie ihre Eigentumsrechte verletzt sahen. Im Dezember 1612 kam es zu einem Aufruhr. Die Bevölkerung kappte die Leitungen nach Frankfurt. Nachdem auch das Militär den Aufruhr nicht niederschlagen konnte, einigte man sich mit der Stadt Frankfurt darauf, die Salzzufuhr zu senken und der Sodener Saline mehr Freiraum zu gewähren.
Während des Dreißigjährigen Krieges (1618–1648) wurde auch Soden ein Opfer von Brandschatzungen und Plünderungen. Dutzende Häuser, meist aus Holz, wurden niedergebrannt. Die Kriegsvölker durchquerten das Dorf und plünderten die Bevölkerung aus.
1680 erwarb David Malapert die Saline. Er errichtete „in der Sültz“ eine neue Saline. 1715 wurde der Grundstein für die evangelische Kirche in der Altstadt gelegt. Ein knappes Jahr später wurde diese feierlich eröffnet. 1770 wurde der erste Gasthof, der spätere Nassauer Hof, erbaut. 1792 besetzte der französische General Custin den Raum Mainz und ließ Soden und die angrenzenden Städte ausrauben und niederbrennen.

### 19. Jahrhundert und der Beginn des Kurbetriebs

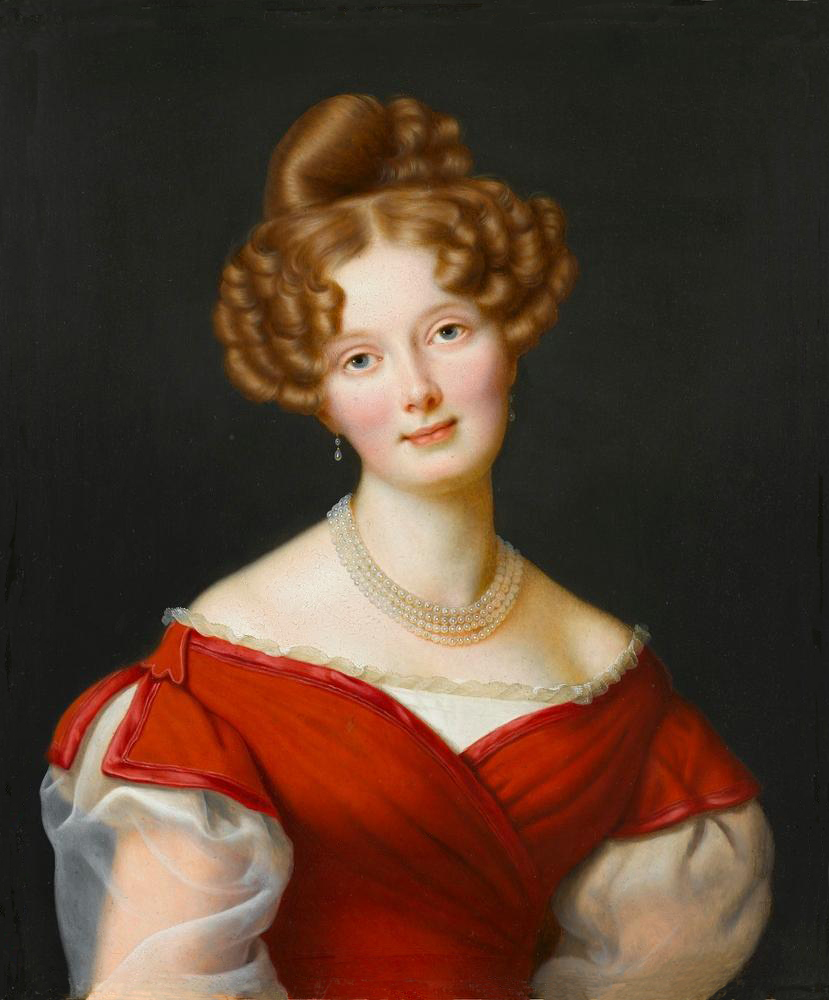
Porträt von Herzogin Pauline von Nassau, Erbauerin des Paulinenschlösschens

Ab 1806 gehörte Soden zum Herzogtum Nassau. Die Chaussee von Höchst nach Königstein – die heutige Königsteiner Straße – entstand 1817, 1847 eröffnete die Sodener Bahn von Soden nach Höchst. Soden zählte im Jahr 1820 500 Seelen. 1828 wurde das erste Haus an der Königsteiner Straße in Bad Soden gebaut, der Gasthof „Zum Adler“. 1817 und 1847 kam es aufgrund von schlechter Witterung auch im Raum Bad Soden zu Missernten. Dadurch stiegen die Preise für Brot und andere Grundnahrungsmittel stark an. Doch Herzogin Pauline von Nassau half der Sodener Bevölkerung. Da sie im Jahr 1847 in das Paulinenschlösschen zog, ließ sie elf Malter (ca. 1100 kg) Kartoffeln an die Bürger verteilen. 1840 wurde der neue Sodener Friedhof angelegt, der sich an der heutigen Niederhofheimer Straße befindet. Ab 1841 wurde der Arzt Otto Thilenius nach Soden berufen und fungierte hier als Brunnenarzt.
Seit 1701 gibt es in Soden Kurbetrieb. Das erste Kur- und Badehaus wurde 1722 erbaut. Zunächst war dieser Bau bekannt als das „Bender’sche Haus“. 1813 wurde es in „Frankfurter Hof“ umbenannt, ist heute als das „Haus Bockenheimer“ in das Hundertwasserhaus eingegliedert und befindet sich am heutigen Franzensbader Platz. Weitere prägende Kurbauten entstanden. 1822 wurde der Alte Kurpark im Stil eines englischen Gartens angelegt. 1849 wurde das neue Kurhaus im schweizerischen Stil am Alten Kurpark erbaut und eröffnet.
In der Mitte des 19. Jahrhunderts war Soden bereits ein internationaler Kurort mit prominenten Gästen aus ganz Europa. Berühmte Besucher und Kurgäste im 19. Jahrhundert waren zum Beispiel Herzogin Pauline von Nassau (1844), August Heinrich Hoffmann von Fallersleben (1844), Felix Mendelssohn Bartholdy (1844/1845), Victoire von Sachsen-Coburg-Saalfeld – Mutter der britischen Königin Victoria (1847), Otto von Bismarck und Johanna von Bismarck (1856), Friedrich Stoltze (1860), Richard Wagner (1860) und Kaiser Wilhelm I. (1861).
Während 1839 nur knapp 360 Kurgäste die Kurstadt besuchten, waren es 1865 bereits 2840. Um diese große Anzahl von Gästen unterbringen zu können, entstanden Mitte des 19. Jahrhunderts zahlreiche Kurvillen und Kurhotels. Die größten waren zunächst das Kurhaus am Alten Kurpark (1971 abgerissen), der „Europäische Hof“ in der Königsteiner Straße (1965 abgerissen), das Hotel „Colloseus“ (1945 zerstört), der „Frankfurter Hof“ (heute „Haus Bockenheimer“) und der „Nassauische Hof“ (1900 abgerissen). Des Weiteren gab es noch kleinere Villen wie die in der heutigen Alleestraße („Villa Stolzenfels“, „Villa Rheinfels“, „Villa Sanssouci“ und „Villa Westfalia“) oder die an der Königsteiner Straße („Hotel Adler“, „Haus Quisisana“, „Parkhotel“ oder „Haus Haßler“).
1870 entstand in Bad Soden eine Gasfabrik, die für die Straßenbeleuchtung erbaut wurde. Bereits 1897 wurde die Straßenbeleuchtung jedoch von Gas auf Elektrizität umgestellt. Damit war Bad Soden die erste Gemeinde in Nassau mit elektrischer Straßenbeleuchtung. Als 1870 der Deutsch-Französische Krieg begann, wurden in Bad Soden 29 Männer einberufen, wovon aber nur einer gefallen ist. Während des Krieges fanden im 14-Tage-Takt Betgottesdienste statt. 1871 wurde das Badehaus eingeweiht und es entstand auch die erste selbstständige katholische Pfarrei. Nachdem der Krieg 1871 gewonnen war, fand am 4. März ein Festzug mit anschließendem Feuer auf dem Dachberg statt. Auch die Badeanstalten wurden weiter ausgebaut, wobei ein Inhalatorium im alten Krughaus im Alten Kurpark angelegt wurde. Später wurde in der heutigen Parkstraße das „Medico Palais“ (bis 1993 „Burgberginhalatorium“) erbaut. Weiters wurde der Brunnenwasserversand ausgebaut und die ersten Sodener Pastillen wurden hergestellt, welche bei Husten und Heiserkeit halfen. 1885 wurde im Eichwald der „Wilhelmsplatz“ eingeweiht, wo sich die Bismarck- und die Friedrichs-Eiche befanden. 1887 wurde die Trinkhalle am Quellenpark eingeweiht.

### 20. Jahrhundert

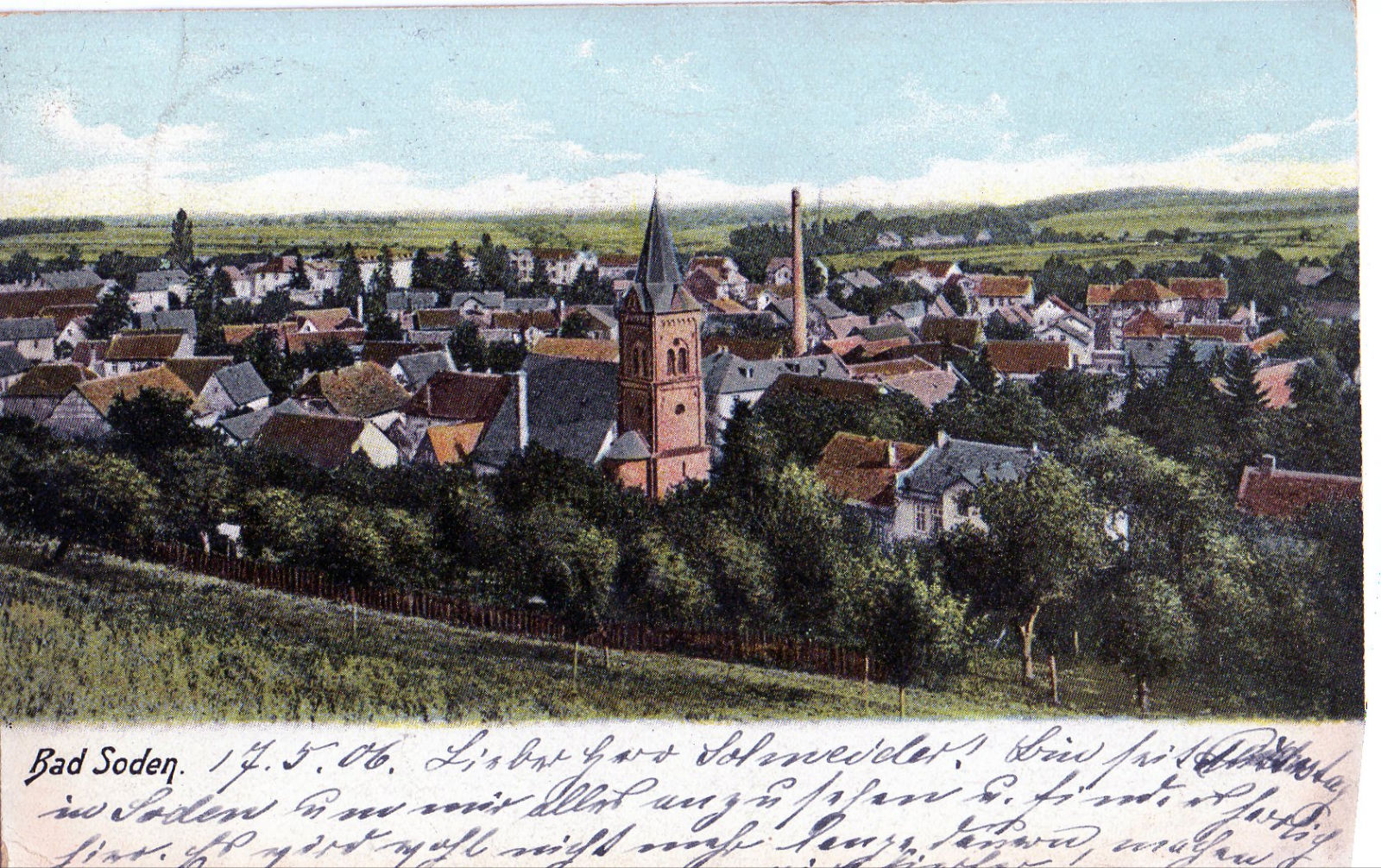
Ansicht von Bad Soden mit evangelischer Kirche (1906) – Der Schornstein gehört zur ehemaligen „Sodener Pastillenfabrik“.

Bei der Volkszählung 1900 wurden in Bad Soden 1768 Einwohner gezählt. Weiters wurde im selben Jahr der Burgbergturm auf dem Burgberg eröffnet. 1909 erwarb die Stadt das Paulinenschlösschen und richtete hier das Rathaus ein. 1911 wurde der Wasserturm auf der Wilhelmshöhe eröffnet.
Mit Ausbruch des Ersten Weltkriegs ging die Zahl der Kurgäste zurück. Hotels und Gaststätten waren zeitweise leer. Die ersten französischen Kriegsgefangenen halfen damals in Neuenhain in verschiedenen landwirtschaftlichen Betrieben aus. Während des Rückmarsches der deutschen Truppen durchquerten sie auch teilweise Bad Soden. Der gesamte Alte Kurpark war angefüllt mit alten Karren, verletzten Soldaten und Pferden. Auch die Königsteiner Straße wurde zum Abstellen von Artilleriegeschossen und anderen militärischen Geräten und Waffen genutzt. Im Dezember 1918 besetzten die Franzosen einen rechtsrheinischen Brückenkopf mit 30 Kilometern Radius um Mainz im Rahmen der Alliierten Rheinlandbesetzung. Dazu zählten auch Bad Soden, Neuenhain und Altenhain. Zu dieser Zeit wurde die Königsteiner Straße öfters für Paraden genutzt, um die Stärke der Besatzer zu demonstrieren. Weiters mussten alle Personen über zwölf Jahre einen mehrsprachigen Personalausweis mit sich führen, und der gesamte Schriftverkehr musste auf Deutsch und Französisch abgefasst werden.
Seit 1922 darf sich Soden Bad nennen. 1926 übernahmen die Briten dieses Gebiet. 1927 wurde das Freibad im Altenhainer Tal eröffnet.
Während der Zeit des Nationalsozialismus wurde die jüdische Bevölkerung von Bad Soden drangsaliert. 1935 wurde das Erholungsheim „Aspira“, welches 1911 vom jüdischen Arzt Kallner erbaut worden war, beschlagnahmt. Daraufhin zog die Deutsche Arbeitsfront (DAF) in das Gebäude ein. Am 10. November 1938 wurde die israelitische Kuranstalt in der Talstraße angezündet und kurz darauf abgerissen. Während des Zweiten Weltkrieges kam es auch in Bad Soden zu gelegentlichen Angriffen. Der erste Bombenangriff traf die Stadt in der Nacht vom 7. zum 8. Juli 1941. Dabei wurden das Areal am Schwimmbad sowie die Gärtnerei Jung schwer beschädigt. In der Nacht vom 24. zum 25. August 1942 wurde das Gebiet am Alten Kurpark und Kronberger Straße bombardiert. Dabei wurde das Frankfurter Kinderheim in der Kronberger Straße zerstört, wobei mehrere Kinder ums Leben kamen. Ebenfalls wurde das Badehaus getroffen und im ganzen Umkreis zersprangen die Fenster, z. B. in der katholischen Kirche oder im Kurhaus. Die größte Zerstörung richtete ein Angriff amerikanischer Kampfflugzeuge in der Nacht vom 2. auf den 3. Februar 1945 an. Ein großer Teil der Gebäude an der Königsteiner Straße, wie das Hotel „Colloseus“ am heutigen Standort des Rathauses und das ehemalige Parkinhalatorium wurden zerstört. Auch das Badehaus im Alten Kurpark wurde teilweise vernichtet. Ebenfalls wurde die katholische Kirche am Rande des Alten Kurparks schwer in Mitleidenschaft gezogen.
Nach dem Krieg wurde der Gemeinde Bad Soden/Taunus mit Kabinettsbeschluss vom 21. Mai 1947 durch das Hessische Staatsministerium die Bezeichnung Stadt verliehen. 1955 begann der Bau der neuen katholischen Kirche in der Nähe des Bahnhofs. Gleichzeitig wurde der Neue Kurpark angelegt und 1961 für die Öffentlichkeit freigegeben. Ab den 1960er-Jahren entwickelte sich die Stadt zum bevorzugten Wohnort im Westen Frankfurts. 1970 wurde das Kreiskrankenhaus eröffnet. Seit dem 6. November 1972 wird der Sodener Bahnhof von der Limesbahn angefahren, womit die Stadt einen weiteren Bahnanschluss nach Frankfurt am Main bekam (zuvor nur nach Höchst). Seit 1978 verkehrt diese als S-Bahn S3 direkt nach Frankfurt, zunächst nur bis zur Hauptwache, seit 1997 bis Darmstadt Hauptbahnhof.
1991 begann der Bau des Hundertwasserhauses, welches kurz darauf eröffnet wurde. Es befindet sich am heutigen Quellenpark. Bis 1997 wurde die gesamte Altstadt saniert, wobei die Straßen neu gepflastert und die alten Wasserleitungen ersetzt wurden.

### 21. Jahrhundert

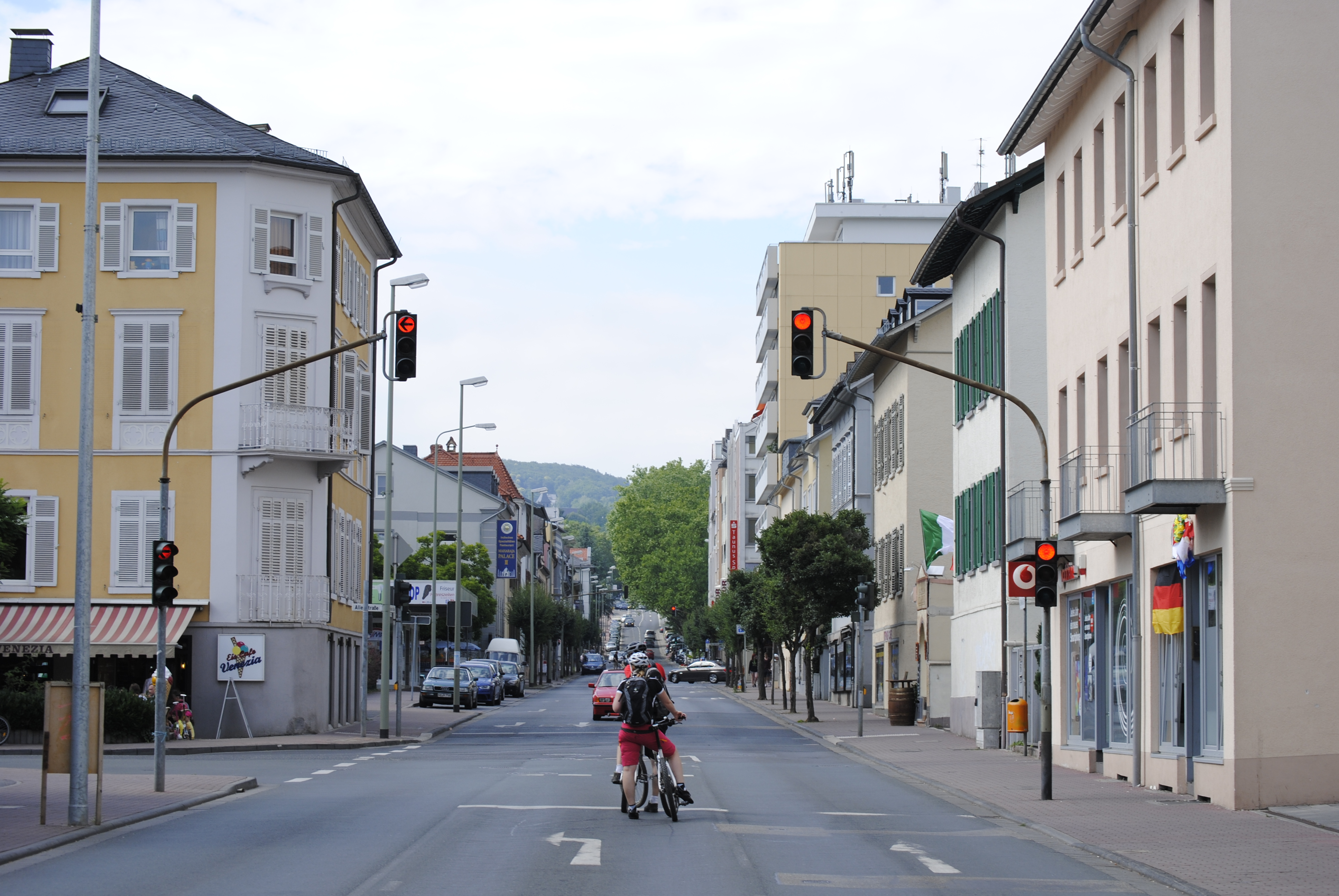
Die Königsteiner Straße vereint heute Gebäude aus der Zeit des Spätklassizismus bis hin zur Architektur der 1980er-Jahre

2001 wurde die Kur-GmbH aufgelöst und kurze Zeit später das Thermalbad geschlossen. Damit endete die fast 300-jährige Kurgeschichte der Stadt Bad Soden. 2004 wurde der ökologische Lehrpark „Rohrwiese“ angelegt. Hier können das Ökosystem „Teich“ und Bienennester erkundet werden. In den Jahren 2006/2007 wurde das Freibad renoviert und in „FreiBadSoden“ umbenannt. In der Nacht vom 10. zum 11. Juni 2007 kam es zu einem großen Unwetter in Bad Soden und Umkreis. Schätzungen nach gingen bis zu 60 Liter pro Quadratmeter auf die Erde nieder. Wassermassen wälzten sich von der Königsteiner Straße in die Innenstadt hinunter. Dabei stand ein großer Teil der Altstadt knöcheltief unter Wasser. 130 Keller und Tiefgaragen liefen voll.
Bis Ende 2011 wurde die Salinenstraße umgestaltet. Dabei wurde die Parkplatzgestaltung geändert und eine Reihe neuer Häuser entstand. Am Bahnhof wurde 2011 die neue Zentrale der Messer Group eingeweiht. Derzeit stehen in Bad Soden zwei städtische Erneuerungen an. Zunächst soll das Bahnhofsgelände renoviert und ein neues Parkhaus gebaut werden. Des Weiteren war die Planung eines neuen Rathauses im Gespräch. Inzwischen ist geplant, dass das Rathaus 2025 in das Medico-Palais umziehen soll.

### Hessische Gebietsreform
Im Zuge der Gebietsreform in Hessen wurde am 1. August 1972 ein Gebiet mit damals fast 200 Einwohnern an die Nachbarstadt Königstein im Taunus abgetreten. Am 1. Januar 1977 schloss sich die Stadt Bad Soden (Taunus) mit den bis dahin selbstständigen Gemeinden und heutigen Stadtteilen Neuenhain und Altenhain zur neuen Stadt Bad Soden am Taunus zusammen. Ortsbezirke nach der Hessischen Gemeindeordnung wurden nicht errichtet.

### Staats- und Verwaltungsgeschichte im Überblick
Die folgende Liste zeigt die Staaten, in denen Bad Soden lag, bzw. die Verwaltungseinheiten, denen es unterstand:
- vor 1803: Heiliges Römisches Reich; die beiden Reichsdörfer Soden und Sulzbach unterstanden der Schutz- und Vogteiherrschaft von Kurmainz und der Reichsstadt Frankfurt, die beide ihre Schutzherrschaft als Hoheitsrecht zu gleichen Teilen handhabten.
- ab 1803: Heiliges Römisches Reich, Fürstentum Nassau-Usingen, Amt Oberursel
- ab 1806: Herzogtum Nassau, Amt Oberursel
- ab 1816: Herzogtum Nassau, Amt Höchst
- ab 1849: Herzogtum Nassau, Regierungsbezirk Wiesbaden, Kreisamt Höchst
- ab 1854: Herzogtum Nassau, Amt Höchst
- ab 1867: Preußen, Provinz Hessen-Nassau, Regierungsbezirk Wiesbaden, Mainkreis
- ab 1871: Deutsches Reich, Königreich Preußen, Provinz Hessen-Nassau, Regierungsbezirk Wiesbaden, Mainkreis
- ab 1886: Deutsches Reich, Königreich Preußen, Provinz Hessen-Nassau, Regierungsbezirk Wiesbaden, Kreis Höchst
- ab 1918: Deutsches Reich, Freistaat Preußen, Provinz Hessen-Nassau, Regierungsbezirk Wiesbaden, Kreis Höchst
- ab 1928: Deutsches Reich, Freistaat Preußen, Provinz Hessen-Nassau, Regierungsbezirk Wiesbaden, Main-Taunus-Kreis
- ab 1944: Deutsches Reich, Freistaat Preußen, Provinz Nassau, Main-Taunus-Kreis
- ab 1945: Amerikanische Besatzungszone, Groß-Hessen, Regierungsbezirk Wiesbaden, Main-Taunus-Kreis
- ab 1946: Amerikanische Besatzungszone, Hessen, Regierungsbezirk Wiesbaden, Main-Taunus-Kreis
- ab 1949: Bundesrepublik Deutschland, Hessen, Main-Taunus-Kreis
- ab 1968: Bundesrepublik Deutschland, Hessen, Regierungsbezirk Darmstadt, Main-Taunus-Kreis
- ab 1977: Bundesrepublik Deutschland, Hessen, Regierungsbezirk Darmstadt, Main-Taunus-Kreis

### Bevölkerung

#### Einwohnerstruktur 2011
Nach den Erhebungen des Zensus 2011 lebten am Stichtag, dem 9. Mai 2011, in Bad Soden am Taunus 21.061 Einwohner. Nach dem Lebensalter waren 3570 Einwohner unter 18 Jahren, 8586 zwischen 18 und 49, 3864 zwischen 50 und 64 und 5040 Einwohner waren älter. Unter den Einwohnern waren 2749 (13,1 %) Ausländer, von denen 1241 aus dem EU-Ausland, 756 aus anderen europäischen Ländern und 754 aus anderen Staaten kamen. Von den deutschen Einwohnern hatten 13,2 % einen Migrationshintergrund. Bis zum Jahr 2020 erhöhte sich die Ausländerquote auf 20,3 %. Die Einwohner lebten in 10.458 Haushalten. Davon waren 4356 Singlehaushalte, 2964 Paare ohne Kinder und 2421 Paare mit Kindern, sowie 516 Alleinerziehende und 204 Wohngemeinschaften. In 2742 Haushalten lebten ausschließlich Senioren und in 6858 Haushaltungen leben keine Senioren.

#### Einwohnerentwicklung
| Jahr | Einwohner |
| ---- | --------- |
| 1500 | 200       |
| 1600 | 300       |
| 1760 | 400       |
| 1797 | 447       |
| 1820 | 500       |
| 1830 | 639       |
| 1836 | 637       |

| Jahr | Einwohner |
| ---- | --------- |
| 1854 | 1.290     |
| 1864 | 3.750     |
| 1940 | 6.247     |
| 1950 | 6.918     |
| 1960 | 7.503     |
| 1961 | 7.626     |
| 1970 | 10.076    |

| Jahr     | Einwohner |
| -------- | --------- |
| 1975     | 10.528    |
| 1977 (1) | 18.163    |
| 1980     | 18.589    |
| 1985     | 18.133    |
| 1990     | 18.905    |
| 1995     | 20.022    |
| 2000     | 20.693    |

| Jahr | Einwohner |
| ---- | --------- |
| 2005 | 21.412    |
| 2010 | 21.644    |
| 2015 | 22.161    |
| 2020 | 22.871    |

### Bilder zur Geschichte

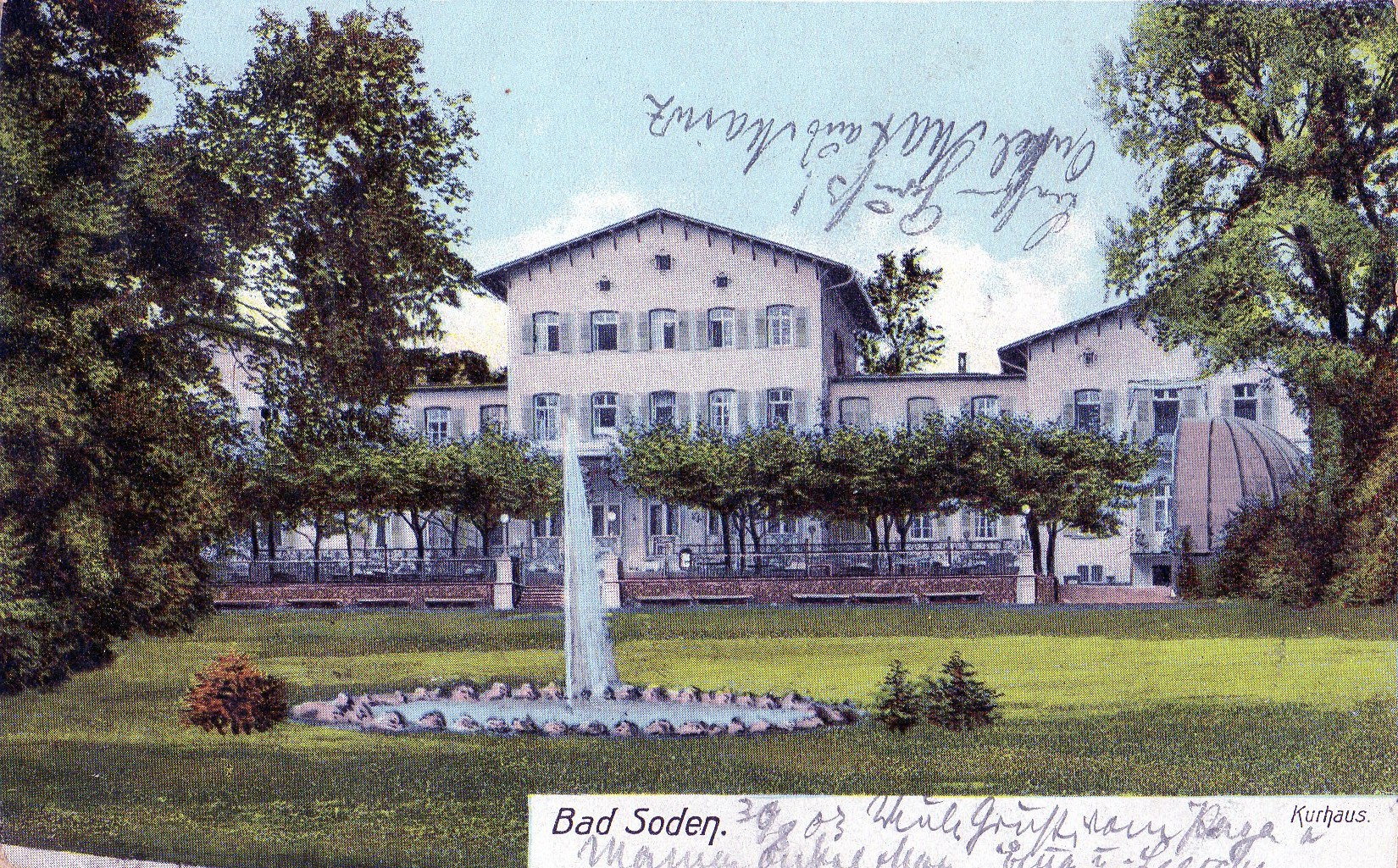
Das 1849 erbaute Kurhaus
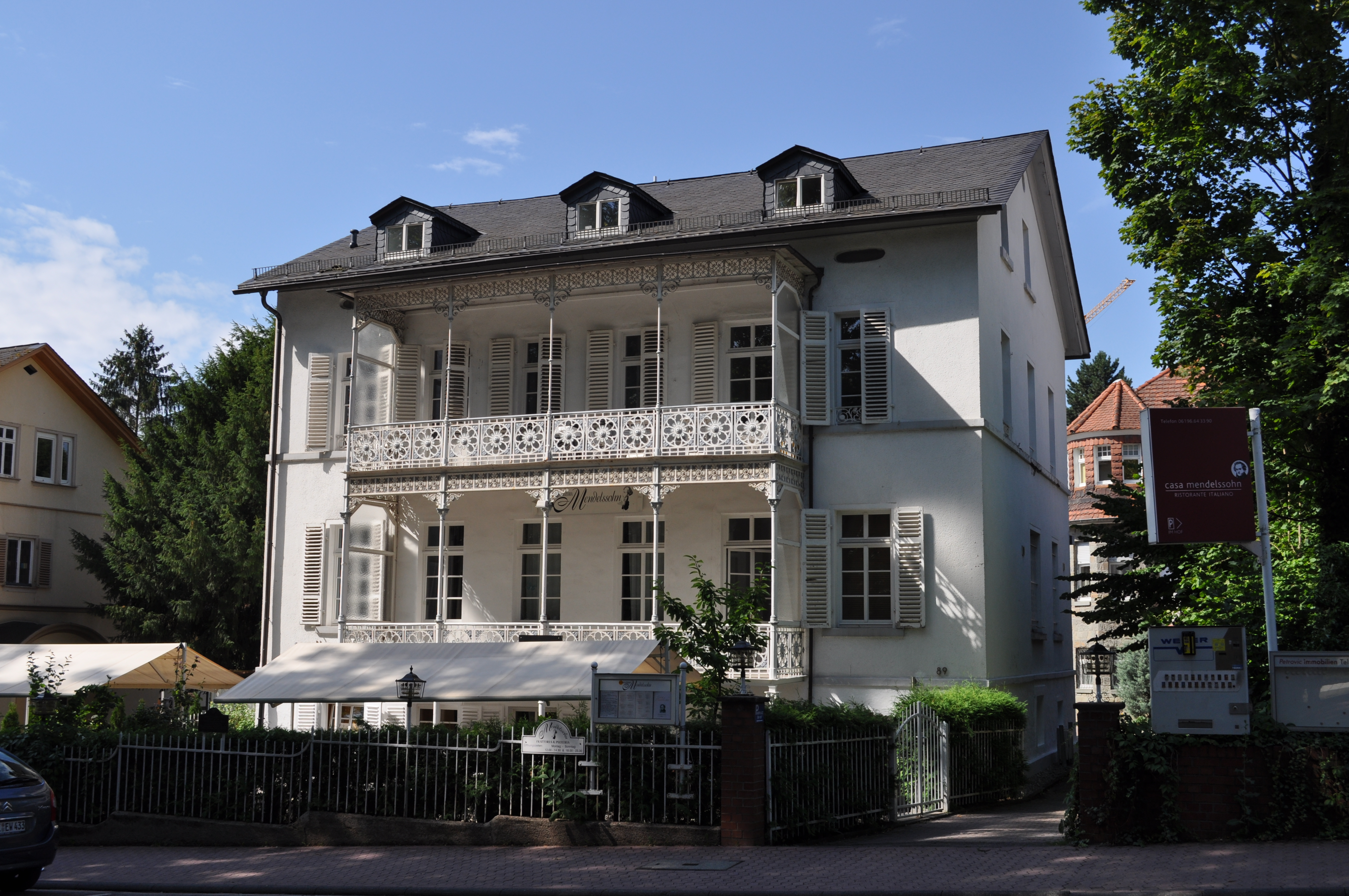
Ehemalige Kurpension Nassovia – 1820 erbaut, hier war Felix Mendelssohn Bartholdy 1844/45 zu Gast.
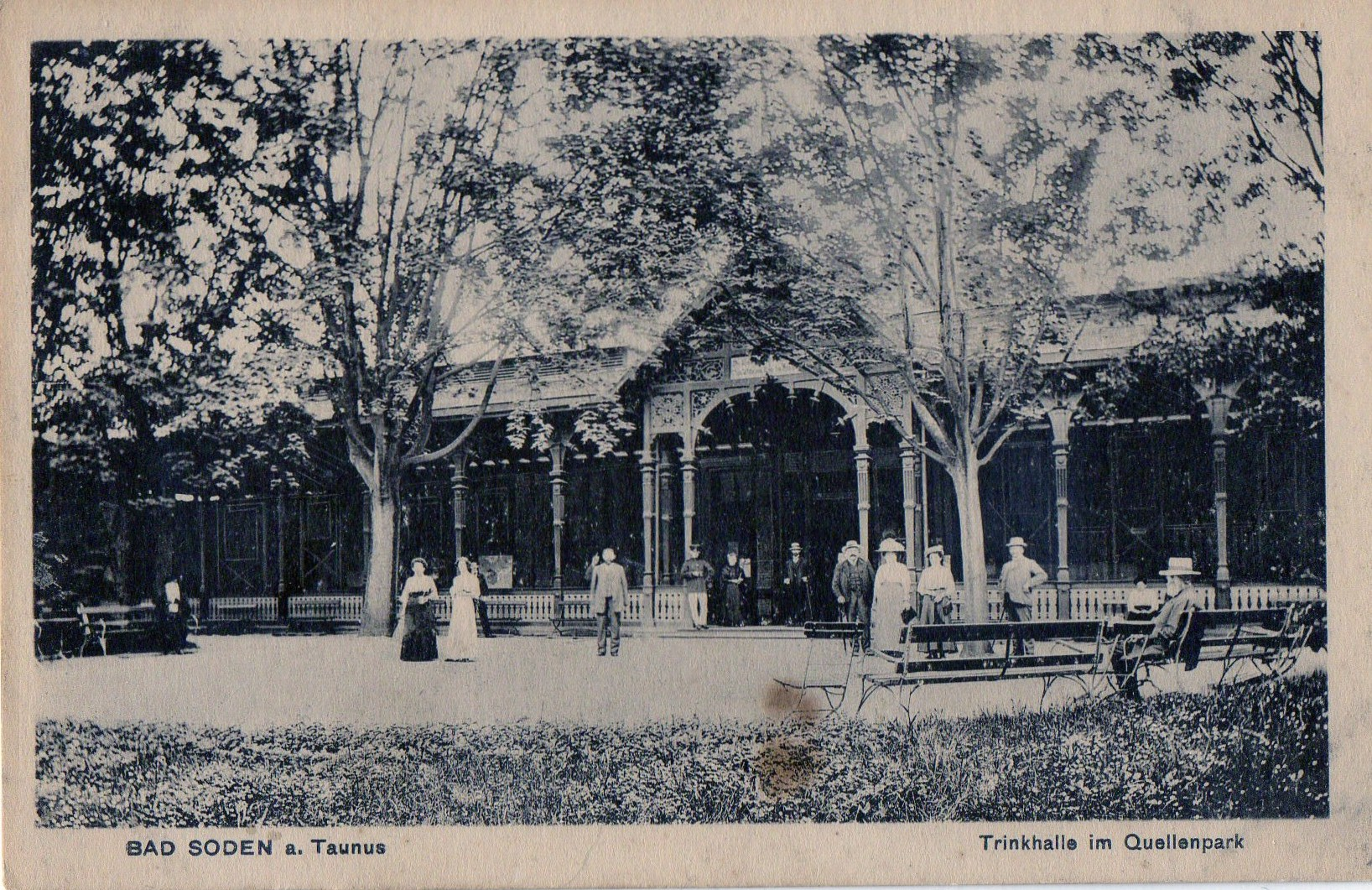
Die 1887 eröffnete alte Trinkhalle, die 1955 durch einen Neubau ersetzt wurde.
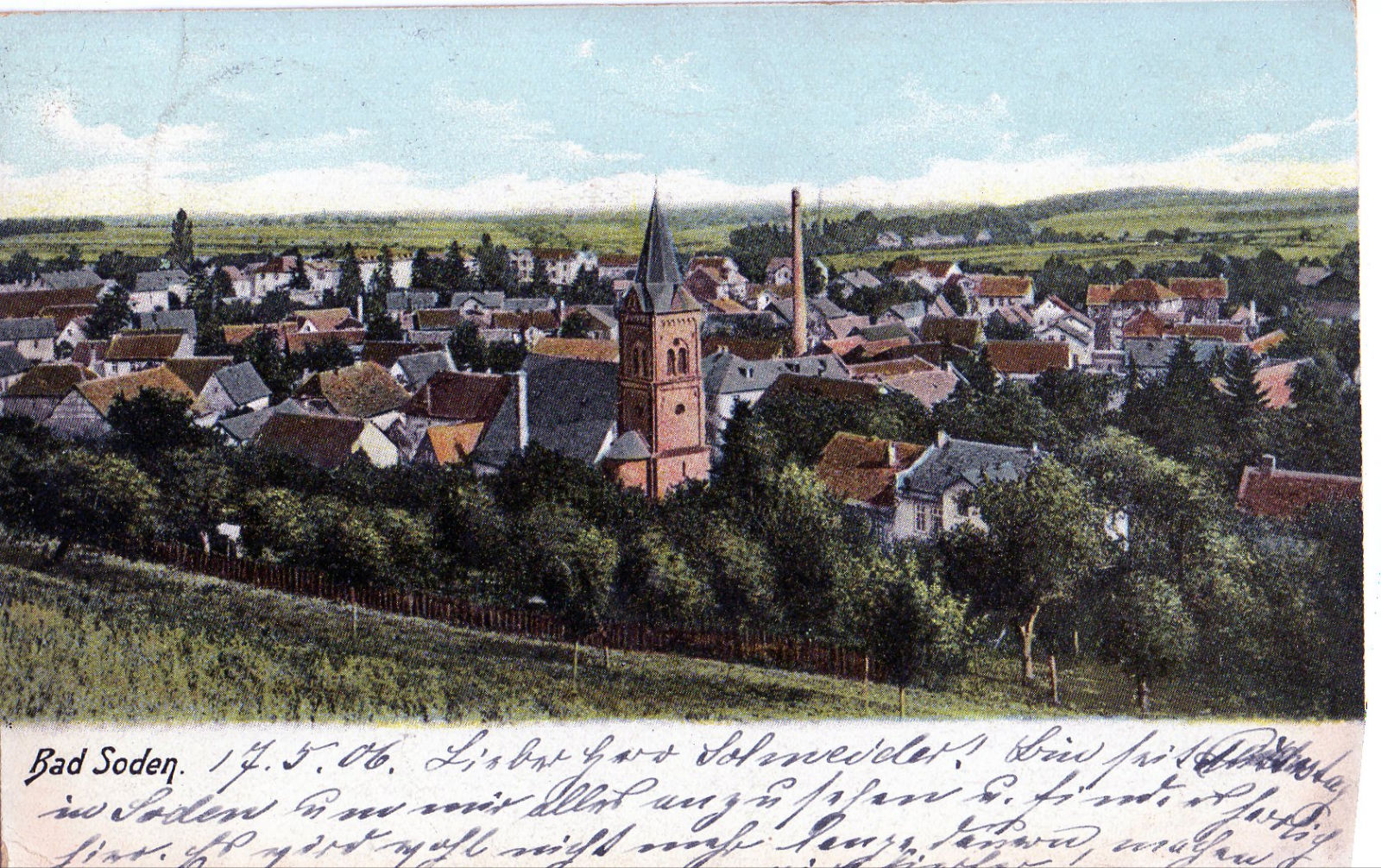
Ansicht von Bad Soden mit evangelischer Kirche (1906) – Der Schornstein gehört zur ehemaligen „Sodener Pastillenfabrik“.
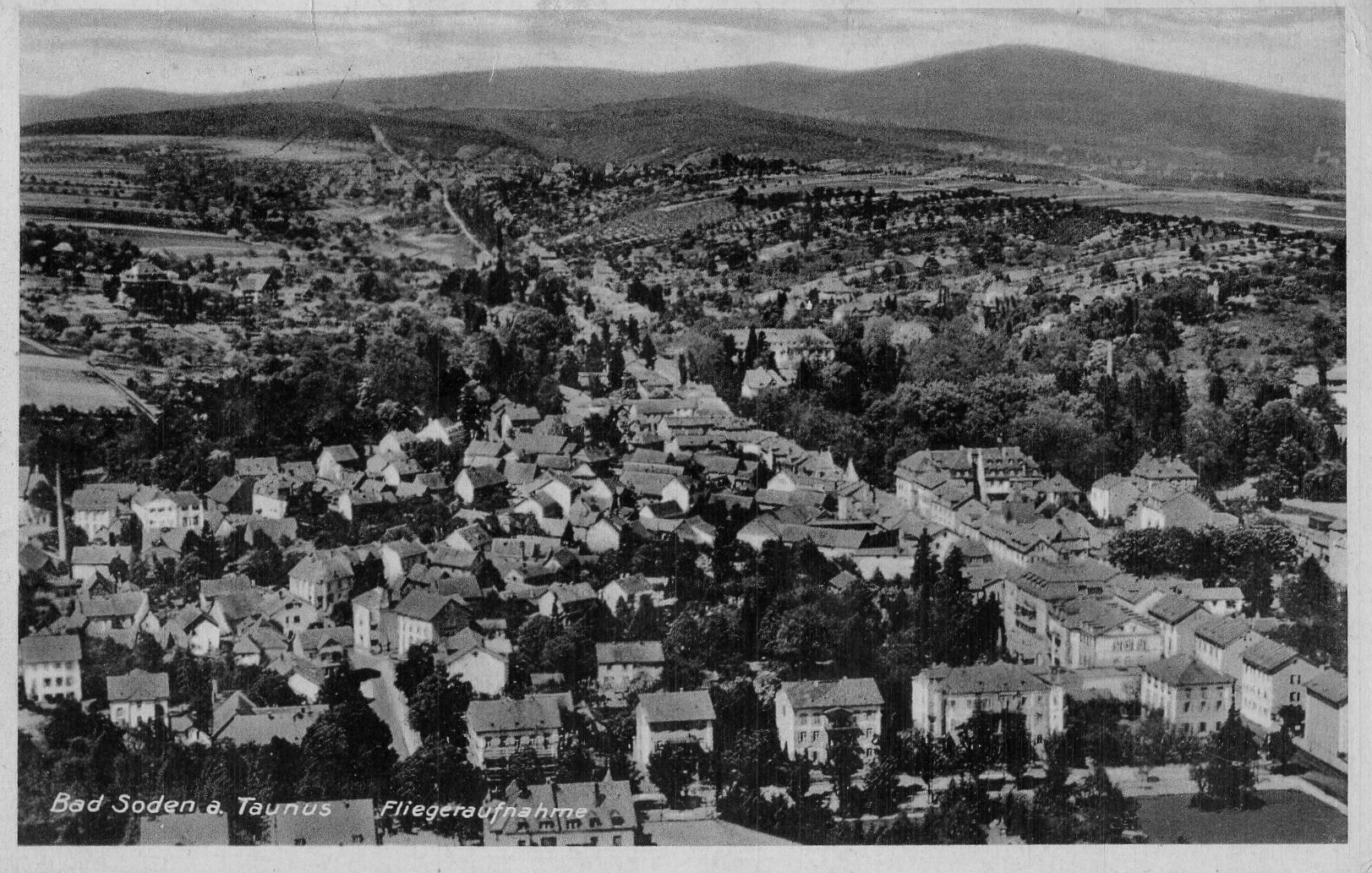
Ansicht von 1937 – im Vordergrund die heutige Alleestraße (damals Lindenweg)
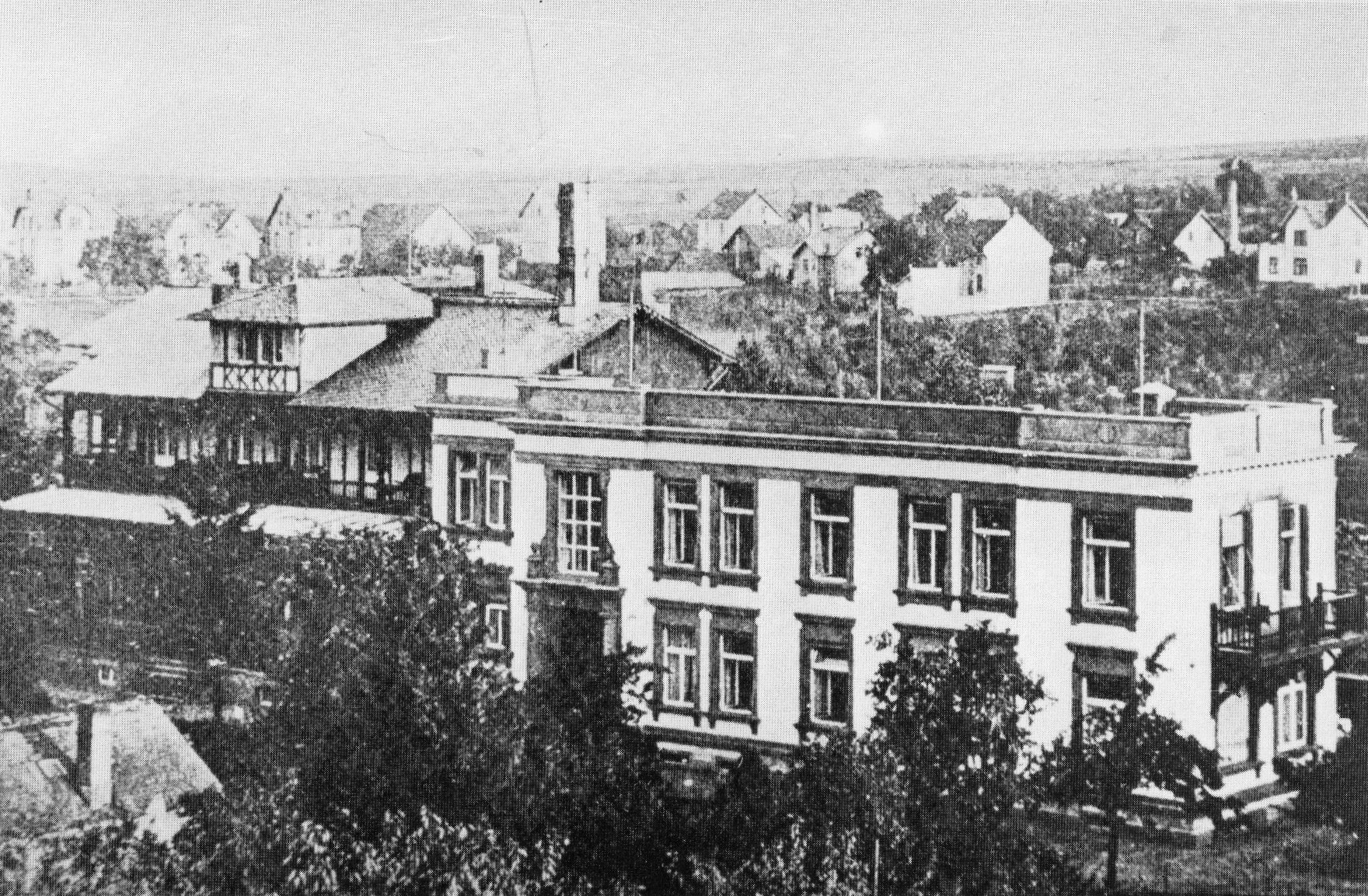
Die 1938 zerstörte israelitische Kuranstalt in der Talstraße – Blick von der Dachbergstraße
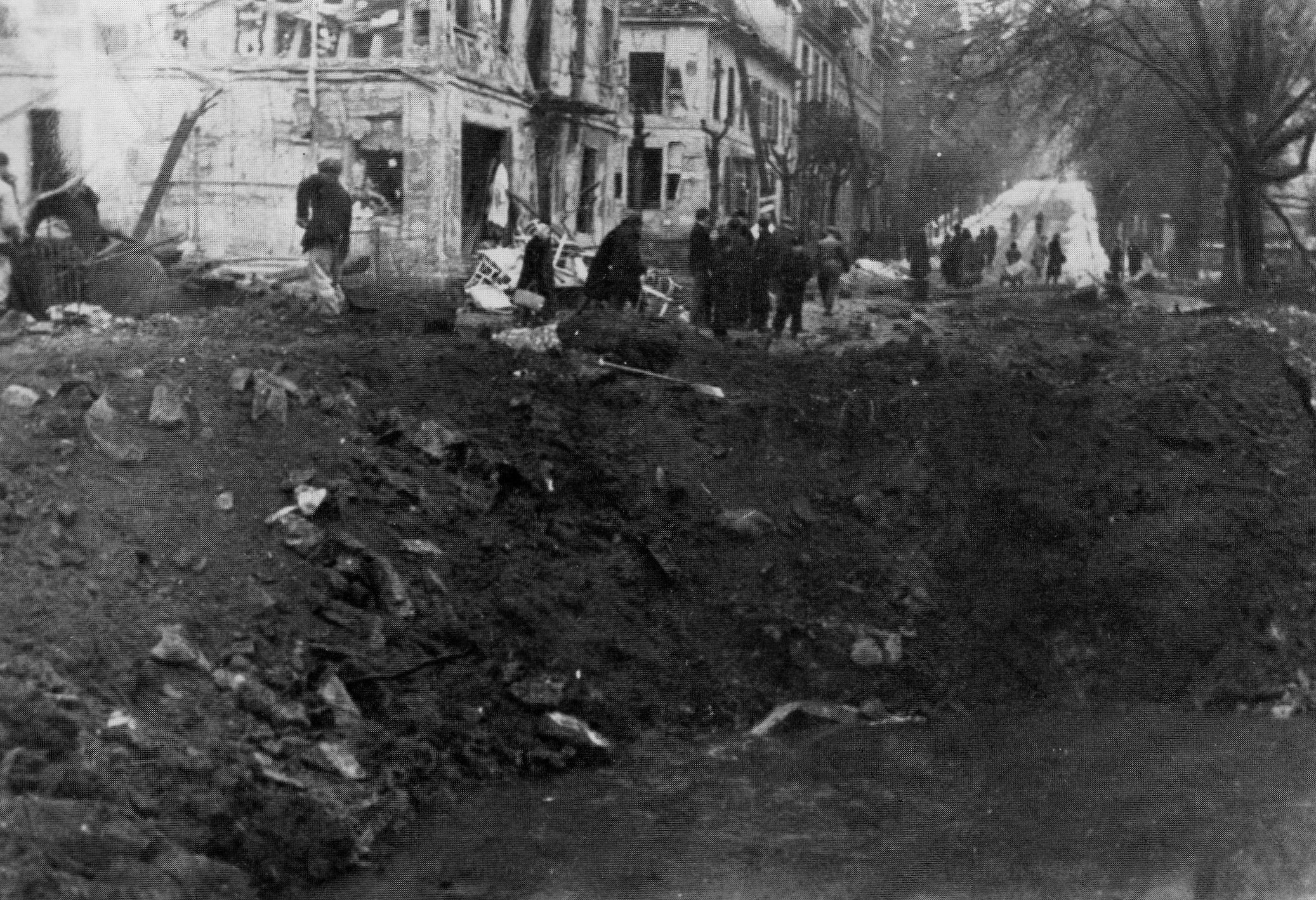
Kriegszerstörungen an der Königsteiner Straße – Rechts der Alte Kurpark, links der heutige Standort des Sodener Rathauses
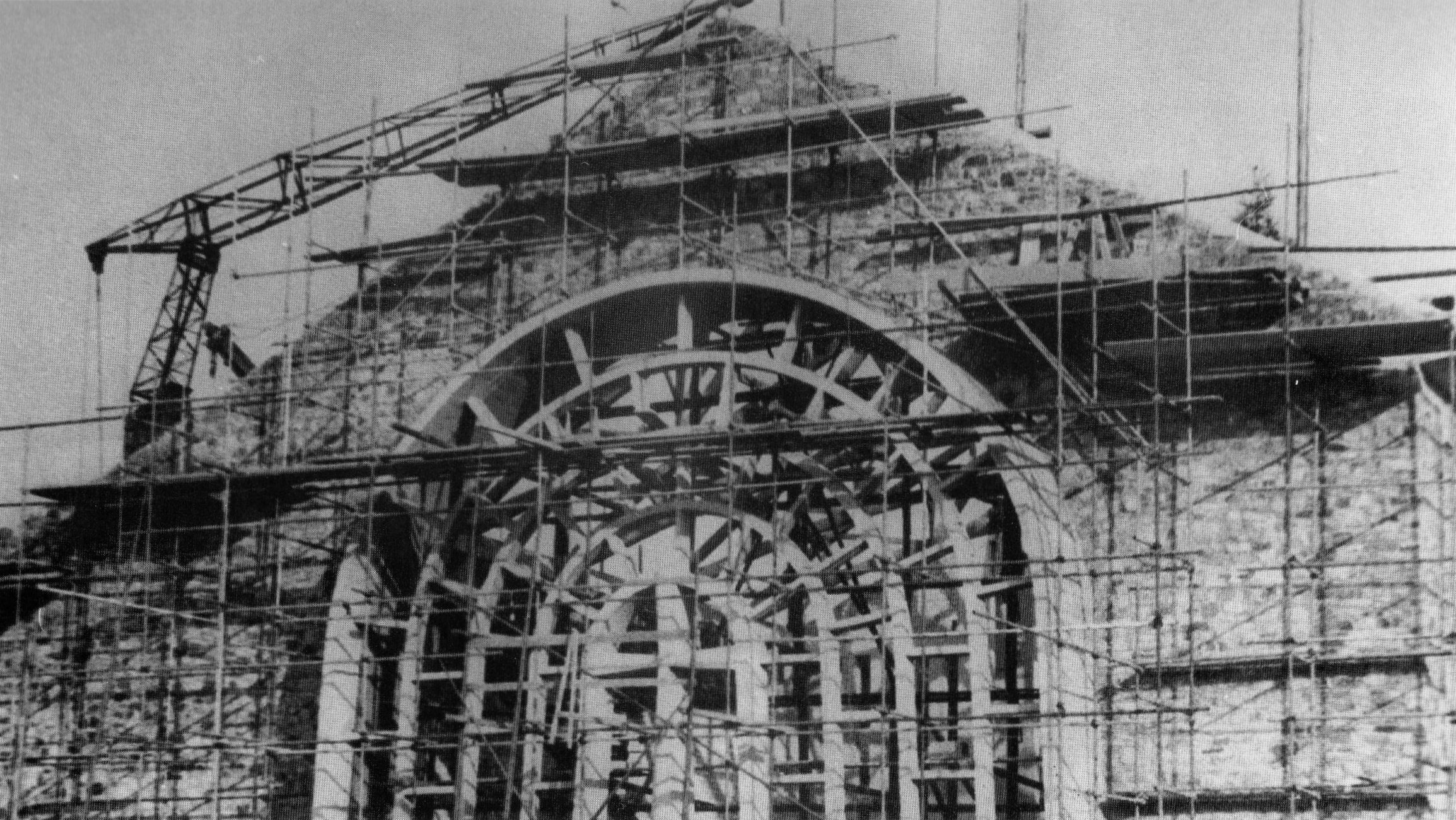
Die Baustelle der St.-Katharina-Kirche

## Religion

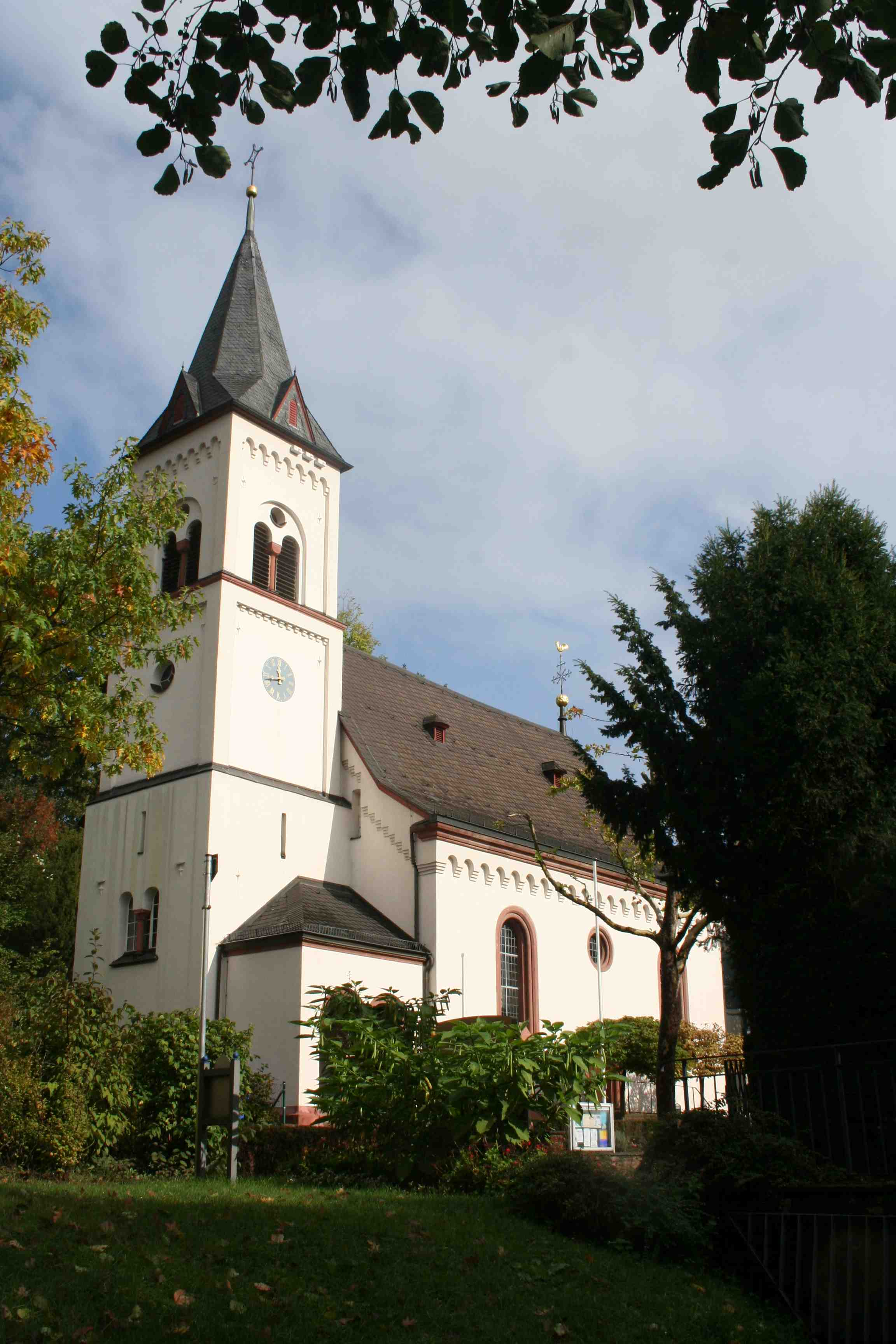
Die Evangelische Kirche am Quellenpark

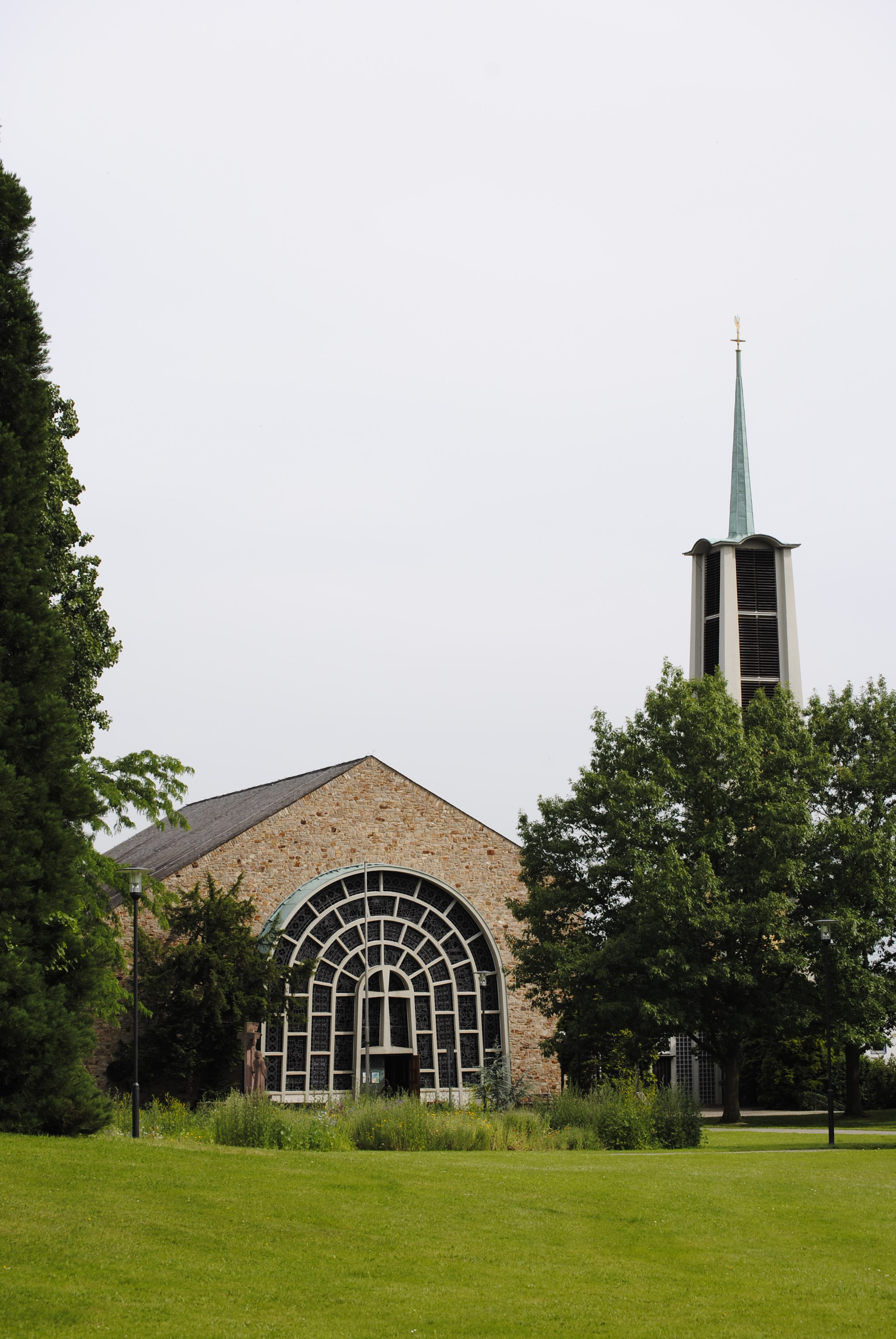
Die katholische St.-Katharina-Kirche im Neuen Kurpark

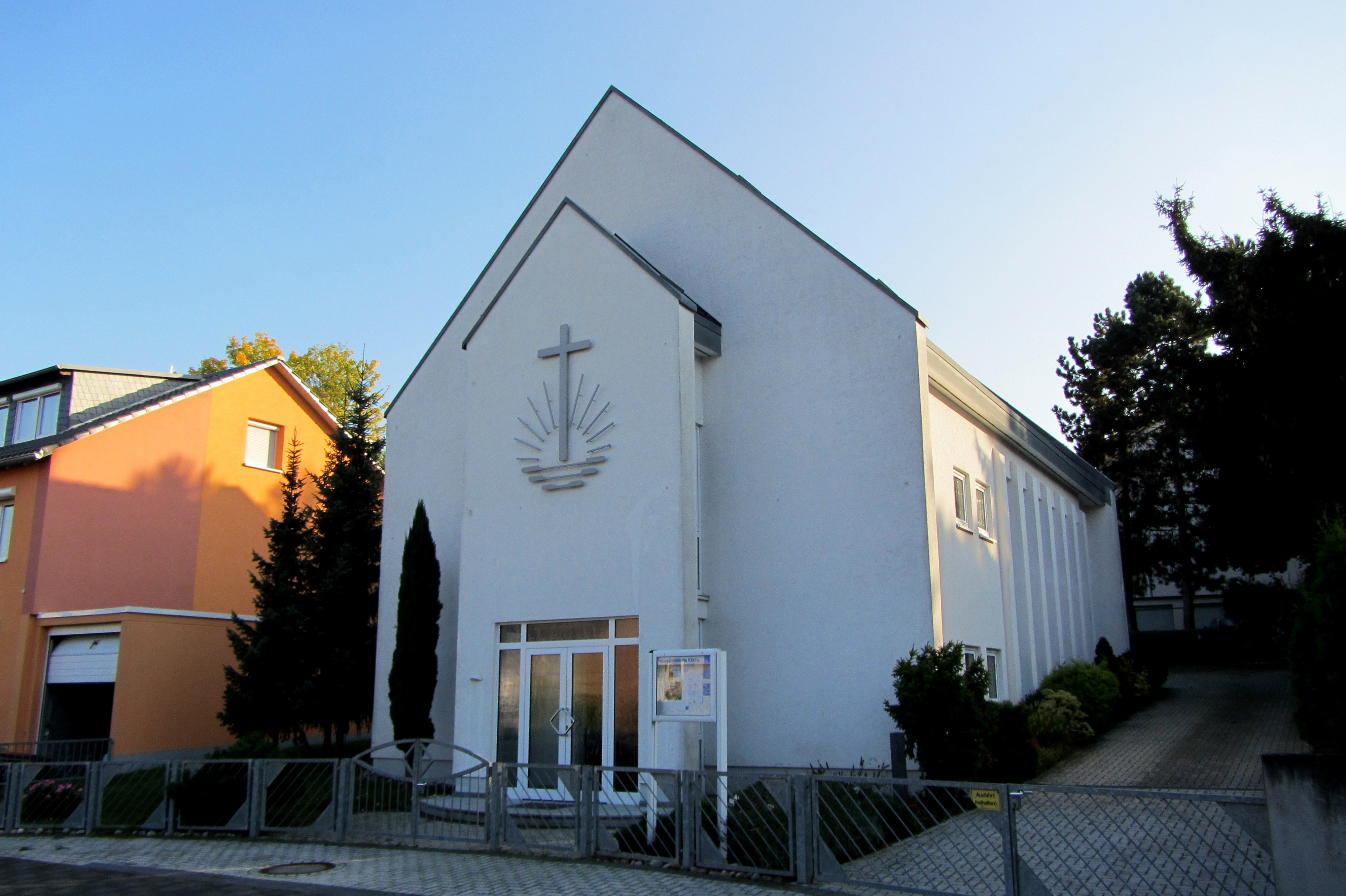
Ehemalige Neuapostolische Kirche in der Joseph-Haydn-Straße

### Historische Religionszugehörigkeit
| • 1885: | 1173 evangelische (= 77,3 %), 325 katholische (= 21,4 %), ein anderes christliche-konfessioneller (= 0,1 %), 18 jüdische (= 1,2 %) Einwohner |
| • 1961: | 4315 evangelische (= 56,6 %), 2698 katholische (= 35,4 %) Einwohner                                                                          |
| • 1987: | 7505 evangelische (= 41,5 %), 6503 katholische (= 36,0 %), 4078 sonstige (= 22,5 %) Einwohner                                                |
| • 2011: | 6300 evangelische (= 29,9 %), 5980 katholische (= 28,4 %), 8780 sonstige (= 41,7 %) Einwohner                                                |

### Evangelische Kirchengemeinde
Die evangelische Kirchengemeinde besteht aus ca. 3000 Gemeindemitgliedern (Stand Mitte 2022). Die Gemeinde wird von Pfarrer Andreas Heidrich (seit April 2002) und Pfarrerin Marlene Hering (seit September 2022) betreut. Der Kirchenvorstand besteht aus 13 Mitgliedern, die Vorsitzende ist Uta Bormann-Kuhles.

### Jüdische Gemeinde
Bad Soden besaß bis in die Mitte der 1930er-Jahre eine größere jüdische Gemeinde. Diese Gemeinde besaß eine Synagoge, eine Religionsschule und ab 1873 einen jüdischen Friedhof an der Niederhofheimer Straße. Die Synagoge wurde 1846 eingeweiht und befand sich in der heutigen Enggasse. 1938 wurde sie in der Reichspogromnacht im Inneren zerstört. Später wurde das Gebäude als Lagerhalle genutzt und 1981 im Zuge der Altstadtrenovierung abgerissen. Heute steht hier eine Seniorenwohnanlage.

### Katholische Kirchengemeinde
Die katholischen Kirchen sind geweiht auf die Namen St. Katharina in Bad Soden, Maria Hilf in Neuenhain und Maria Geburt in Altenhain.
Die Kirche St. Katharina ist ein Bau aus den 1950er-Jahren und wurde persönlich vom Geheimrat Max Baginski gestiftet.

### Neuapostolische Gemeinde
Die erste neuapostolische Kirche in Bad Soden entstand im Jahr 1970 in der Joseph-Haydn-Straße. 30 Jahre später wurde ein Neubau auf dem gleichen Gelände erbaut. Die Gemeinde beherbergte ca. 130 Mitglieder. Inzwischen wurde das Kirchengebäude entwidmet und die Kirchengemeinde mit der Kelkheimer Gemeinde fusioniert.

## Politik

### Stadtverordnetenversammlung
Die Kommunalwahl am 14. März 2021 lieferte folgendes Ergebnis, in Vergleich gesetzt zu früheren Kommunalwahlen:
| Sitzverteilung in der Stadtverordnetenversammlung 2021Insgesamt 37 Sitze - SPD: 5 - Grüne: 8 - BSB: 6 - FDP: 4 - CDU: 14 | Parteien und Wählergemeinschaften | Parteien und Wählergemeinschaften           | 2021 | 2021  | 2016 | 2016  | 2011 | 2011  | 2006 | 2006  | 2001 | 2001  |
| Sitzverteilung in der Stadtverordnetenversammlung 2021Insgesamt 37 Sitze - SPD: 5 - Grüne: 8 - BSB: 6 - FDP: 4 - CDU: 14 | Parteien und Wählergemeinschaften | Parteien und Wählergemeinschaften           | %    | Sitze | %    | Sitze | %    | Sitze | %    | Sitze | %    | Sitze |
| Sitzverteilung in der Stadtverordnetenversammlung 2021Insgesamt 37 Sitze - SPD: 5 - Grüne: 8 - BSB: 6 - FDP: 4 - CDU: 14 | CDU                               | Christlich Demokratische Union Deutschlands | 37,6 | 14    | 36,9 | 14    | 36,8 | 14    | 50,2 | 19    | 40,9 | 15    |
| Sitzverteilung in der Stadtverordnetenversammlung 2021Insgesamt 37 Sitze - SPD: 5 - Grüne: 8 - BSB: 6 - FDP: 4 - CDU: 14 | Grüne                             | Bündnis 90/Die Grünen                       | 22,0 | 8     | 12,8 | 5     | 17,3 | 6     | 9,0  | 3     | 8,6  | 3     |
| Sitzverteilung in der Stadtverordnetenversammlung 2021Insgesamt 37 Sitze - SPD: 5 - Grüne: 8 - BSB: 6 - FDP: 4 - CDU: 14 | BSB                               | Bad Sodener Bürger                          | 15,4 | 6     | 13,9 | 5     | 21,4 | 8     | –    | –     | –    | –     |
| Sitzverteilung in der Stadtverordnetenversammlung 2021Insgesamt 37 Sitze - SPD: 5 - Grüne: 8 - BSB: 6 - FDP: 4 - CDU: 14 | SPD                               | Sozialdemokratische Partei Deutschlands     | 13,2 | 5     | 14,6 | 5     | 15,3 | 6     | 19,1 | 7     | 23,3 | 9     |
| Sitzverteilung in der Stadtverordnetenversammlung 2021Insgesamt 37 Sitze - SPD: 5 - Grüne: 8 - BSB: 6 - FDP: 4 - CDU: 14 | FDP                               | Freie Demokratische Partei                  | 11,7 | 4     | 11,8 | 4     | 9,1  | 3     | 11,5 | 4     | 10,7 | 4     |
| Sitzverteilung in der Stadtverordnetenversammlung 2021Insgesamt 37 Sitze - SPD: 5 - Grüne: 8 - BSB: 6 - FDP: 4 - CDU: 14 | AfD                               | Alternative für Deutschland                 | –    | –     | 10,0 | 4     | –    | –     | –    | –     | –    | –     |
| Sitzverteilung in der Stadtverordnetenversammlung 2021Insgesamt 37 Sitze - SPD: 5 - Grüne: 8 - BSB: 6 - FDP: 4 - CDU: 14 | dfb                               | Die freien Bürger                           | –    | –     | –    | –     | –    | –     | 5,5  | 2     | 8,5  | 3     |
| Sitzverteilung in der Stadtverordnetenversammlung 2021Insgesamt 37 Sitze - SPD: 5 - Grüne: 8 - BSB: 6 - FDP: 4 - CDU: 14 | FuS                               | Für unsere Stadt                            | –    | –     | –    | –     | –    | –     | 2,7  | 1     | 4,6  | 2     |
| Sitzverteilung in der Stadtverordnetenversammlung 2021Insgesamt 37 Sitze - SPD: 5 - Grüne: 8 - BSB: 6 - FDP: 4 - CDU: 14 | FWG                               | Freie Wählergemeinschaft Bad Soden          | –    | –     | –    | –     | –    | –     | 2,0  | 1     | 3,4  | 1     |
| Sitzverteilung in der Stadtverordnetenversammlung 2021Insgesamt 37 Sitze - SPD: 5 - Grüne: 8 - BSB: 6 - FDP: 4 - CDU: 14 | Gesamtzahl Sitze                  | Gesamtzahl Sitze                            | 37   | 37    | 37   | 37    | 37   | 37    | 37   | 37    | 37   | 37    |
| Sitzverteilung in der Stadtverordnetenversammlung 2021Insgesamt 37 Sitze - SPD: 5 - Grüne: 8 - BSB: 6 - FDP: 4 - CDU: 14 | Wahlbeteiligung in Prozent        | Wahlbeteiligung in Prozent                  | 53,9 | 53,9  | 50,4 | 50,4  | 51,1 | 51,1  | 42,7 | 42,7  | 53,7 | 53,7  |

### Bürgermeister

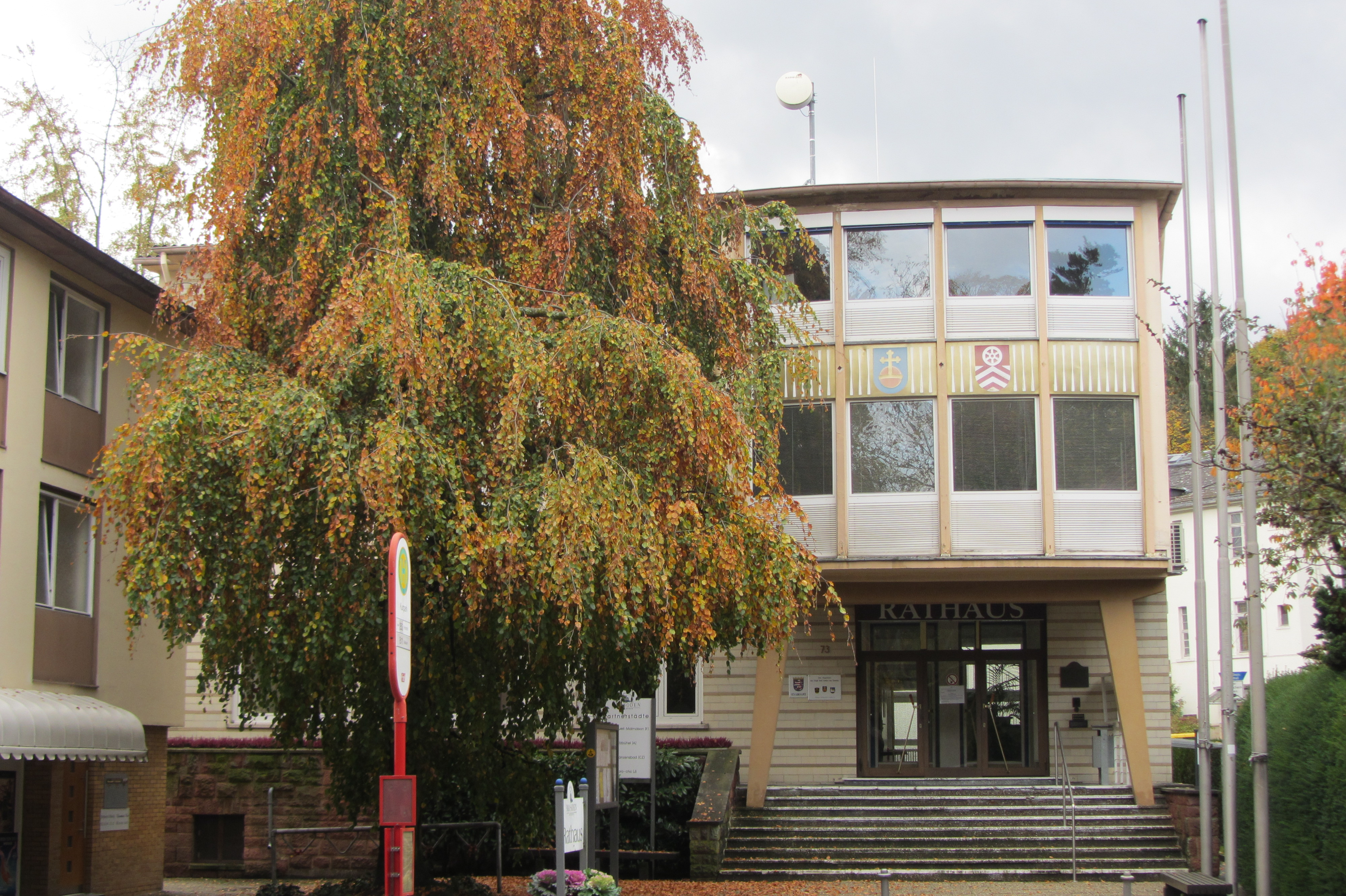
Rathaus an der Königsteiner Straße

Nach der hessischen Kommunalverfassung wird der Bürgermeister für eine sechsjährige Amtszeit gewählt, seit dem Jahr 1993 in einer Direktwahl, und ist Vorsitzender des Magistrats, dem in der Stadt Bad Soden am Taunus neben dem Bürgermeister ehrenamtlich ein Erster Stadtrat und neun weitere Stadträte angehören. Bürgermeister ist seit dem 1. März 2018 Frank Blasch (CDU). Sein Amtsvorgänger Norbert Altenkamp (CDU) hatte bei der Bundestagswahl 2017 erfolgreich für den Deutschen Bundestag kandidiert und schied mit dessen Konstituierung am 24. Oktober 2017 aus seiner dritten Amtszeit als Bürgermeister aus. Sodann leitete der Erste Stadtrat Karl Thumser und nach dessen Tod sein Nachfolger Toni Ohlenschläger die Stadtverwaltung kommissarisch und die Wahl eines neuen Bürgermeisters musste vorgezogen werden. Frank Blasch wurde am 21. Januar 2018 im ersten Wahlgang bei 38,7 Prozent Wahlbeteiligung mit 65,8 Prozent der Stimmen gewählt. Es folgte eine Wiederwahl im Juni 2023.
Amtszeiten der Bürgermeister
- 2018–2030 Frank Blasch (CDU)[31]
- 2004–2017 Norbert Altenkamp (CDU) (Amtsantritt 1. März 2004, ausgeschieden 24. Oktober 2017 als MdB mit der Konstituierung des 19. Deutschen Bundestags; Erster Stadtrat Karl Thumser und nach dessen Tod Toni Ohlenschläger leitete die Stadtverwaltung kommissarisch.)
- 1992–2004 Kurt E. Bender (CDU)
- 1986–1992 Berthold R. Gall (CDU)
- 1985–1986 Hans Jörg Röhrich (Staatsbeauftragter)
- 1977–1985 Volker Hodann (CDU) (1937–2023)[37]
- 1973–1977 Hans-Helmut Kämmerer
- 1967–1973 Helmuth Schwinge
- 1957–1967 August Karl Wallis
- 1948–1957 Gilbert Just
- 1945–1948 Kuno Meyer
- 1939–1945 Karl Bohle
- 1937–1939 Jakob Rittgen
- 1925–1937 Alfred Benninghoven
- 1920–1923 Niederschulte
- 1912–1920 Friedrich Höh
- 1893–1912 Georg Busz
- 1890–1893 Ludwig Schilling
- 1876–1890 Peter Butzer
- 1848–1876 Friedrich Dinges
- 1833–1848 Friedr. Wilh. Christ. Langhans
- 1833 Peter Jung
- 1827–1833 Friedrich August Dinges
- 1826–1827 Peter Jung
- 1818–1826 Peter Diehl
- 1809–1818 Peter Jung
- 1806–1809 Caspar Diehl
- 1806 Christian Langhans

### Hoheitssymbole

Logo

Die Stadt Bad Soden am Taunus führt ein Dienstsiegel, ein Wappen und eine Flagge. Ferner verwendet die Stadt ein Logo.

#### Flagge
Die Flagge wurde am 26. April 1954 durch das Hessische Innenministerium genehmigt.
Flaggenbeschreibung: „Auf der Trennungslinie des zweifeldrigen blau-goldenen Flaggentuches das Stadtwappen: in Blau einen roten, golden bereiften Reichsapfel, bekrönt mit einem goldenen Kleeblattkreuz.“

#### Wappen
| Wappen von Bad Soden am Taunus | Blasonierung: „In Blau ein roter, golden bereifter Reichsapfel bekrönt mit einem goldenen Kleeblattkreuz.“ |
| Wappen von Bad Soden am Taunus | Als Ortszeichen erscheint der Reichsapfel seit 1725 auf Grenzsteinen, und 1809 wird er als altes Dorfwappen bezeichnet. Im Schrifttum taucht er in verschiedener Farbgebung auf; Hupp stellte ihn ganz golden dar und vermutete, dass er ursprünglich ein Scheffel mit Streichholz bedeutet habe. Die heutige Tingierung wurde 1938 von dem Regierungspräsidenten von Wiesbaden bestätigt. Das Zeichen erklärt sich aus dem einstigen Charakter Sodens als Reichsdorf, der jahrhundertelang behauptet werden konnte. Das Wappen stammt aus der Zeit, als Kaiser Sigismund Bad Soden zum Reichsdorf erhob (1434). |

### Städtepartnerschaften
Die Stadt Bad Soden am Taunus unterhält Städtepartnerschaften mit folgenden Orten:
- Rueil-Malmaison, Frankreich
- Yōrō, Japan
- Kitzbühel, Österreich
- Franzensbad, Tschechien
- Franklin, Vereinigte Staaten[42]

## Sehenswürdigkeiten

### Bauwerke

#### Badehaus
Das Badehaus ist ein ehemaliges Kurgebäude im Herzen des Alten Kurparks. Es befindet sich auf dem Gelände der ehemaligen Saline. Das Gebäude wurde 1870/71 erbaut und immer weiter um- bzw. ausgebaut. Seit 1997 befinden sich hier das Stadtmuseum und die Stadtbibliothek.

#### Bahnhofsgebäude
Das Bad Sodener Bahnhofsgebäude wurde 1847 erbaut. Seitdem wurde es mehrmals erweitert, wobei 1914 der Uhrturm und ein Anbau hinzugefügt wurden. Seitdem hat sich das Gebäude kaum verändert. Es befindet sich in der Stadtmitte, in der Nähe der Königsteiner Straße. Heute halten hier zwei Züge, die S-Bahn-Linie S3 (nach Darmstadt über Frankfurt) und die Regionalbahnlinie RB 11 (nach Frankfurt-Höchst über Sulzbach).

#### Burgbergturm
Der 10 Meter hohe Burgbergturm ist ein Aussichtsturm, welcher 1900 vom Taunusclub errichtet wurde. Er befindet sich oberhalb des Alten Kurparks.

#### Evangelische Kirche
Die Evangelische Kirche befindet sich in der Bad Sodener Altstadt direkt neben dem Quellenpark. Auf dem Platz der heutigen Kirche entstand 1482/83 ein erster kirchlicher Bau in Form einer Kapelle. Die Sakristei ist der älteste Teil des aktuellen Kirchenbaus und stammt aus dem Jahre 1510. Das restliche Kirchengebäude ohne Glockenturm wurde 1715 erbaut. Der Glockenturm wurde 1878 angebaut. 1995/96 wurde die Kirche aufwendig saniert, wobei man auf alte barocke Tafelbilder aus den Jahren um 1720 stieß. Ende 2011, Anfang 2012 wurde der Dachstuhl umfangreich saniert.

#### Haus Reiss
Das Haus Reiss ist eine Villa aus dem 19. Jahrhundert. Der Bau des Gebäudes begann 1839 im Auftrag vom Frankfurter Kaufmann Enoch Reiss. Kurze Zeit lebte auch Pauline von Nassau in dem Haus. 1941 wurde das Gebäude bei einem Luftangriff schwer zerstört, konnte aber nach kurzer Zeit wieder aufgebaut werden. Das Haus Reiss befindet sich in der Sodener Altstadt Zum Quellenpark 8.

#### Hundertwasserhaus
Das Hundertwasserhaus wurde von dem im Februar 2000 gestorbenen Friedensreich Hundertwasser entworfen. Der Wiener Künstler ist weltweit durch farbenfrohe Malerei bekannt. Seit 1983 gestaltete er auch Häuser architektonisch, die bekanntesten sind das „Hundertwasser-Wohnhaus“ und das „Kunst-Haus-Wien“ in Wien. Das Wohnhaus, dessen Grundstein im November 1990 gelegt wurde, bezieht das erste Bad Sodener Kurhaus, das Haus Bockenheimer, aus dem Jahre 1722 mit ein. 17 völlig unterschiedliche Wohnungen von 120 bis 230 Quadratmeter befinden sich in dem Haus, das einen neunstöckigen, 30 Meter hohen Turm besitzt. Die Räume sind großzügig gefasst, gehen oftmals ineinander über und sind mit Parkettböden ausgestattet, die teilweise von Fliesen unterbrochen werden. Zusätzlich stehen noch 650 Quadratmeter Nutzfläche für Gewerberäume zur Verfügung.

#### Medico-Palais
Das Medico-Palais war einst das größte Inhalatorium Europas. Das Gebäude wurde 1912 auf Initiative der damaligen Ärzte in der Parkstraße gebaut. Seit Anfang 2019 steht das Medico-Palais leer, nachdem auch die letzte Praxis das Gebäude verlassen hatte.

#### Paulinenschlösschen
Das Paulinenschlösschen ist heute ein denkmalgeschütztes Gebäude in der Innenstadt von Bad Soden und beherbergt das Bürgerbüro.
Das Gebäude selbst entstand 1847 auf Wunsch von Pauline von Nassau, da sie Bad Soden zu ihrer Sommerresidenz wählte. Nach ihrem Tod wurde das Paulinenschlösschen als Hotel genutzt und ab 1909 als Rathaus der Stadt Bad Soden. Zum Gesamtkomplex gehören auch die Krug’sche Villa und die Parkvilla.

#### St.-Katharina-Kirche
Die Pfarrkirche St. Katharina ist eine katholische Kirche am Rande des Neuen Kurparks. Sie wurde 1957 erbaut und wurde persönlich vom Geheimrat Max Baginski gestiftet. Am 1. Januar 2012 schlossen sich die Pfarrgemeinden von Bad Soden, Neuenhain, Altenhain und Sulzbach zur „St. Marien- und St. Katharina-Pfarrei“ zusammen. Mit 8394 Katholiken bildet diese Pfarrei die größte des Main-Taunus-Kreises.

#### Wasserturm
Der Bad Sodener Wasserturm ist heute ein denkmalgeschütztes Gebäudes am Ortsausgang an der Niederhofheimer Straße. Der Turm wurde 1911 für die Sinai-Gärtnerei erbaut. Im Jahr 2000 wurde er von Grund auf saniert und wird heute als Aussichtsturm und als Ausstellungsraum für naturkundliche Themen verwendet.

#### Bilder der Baudenkmäler

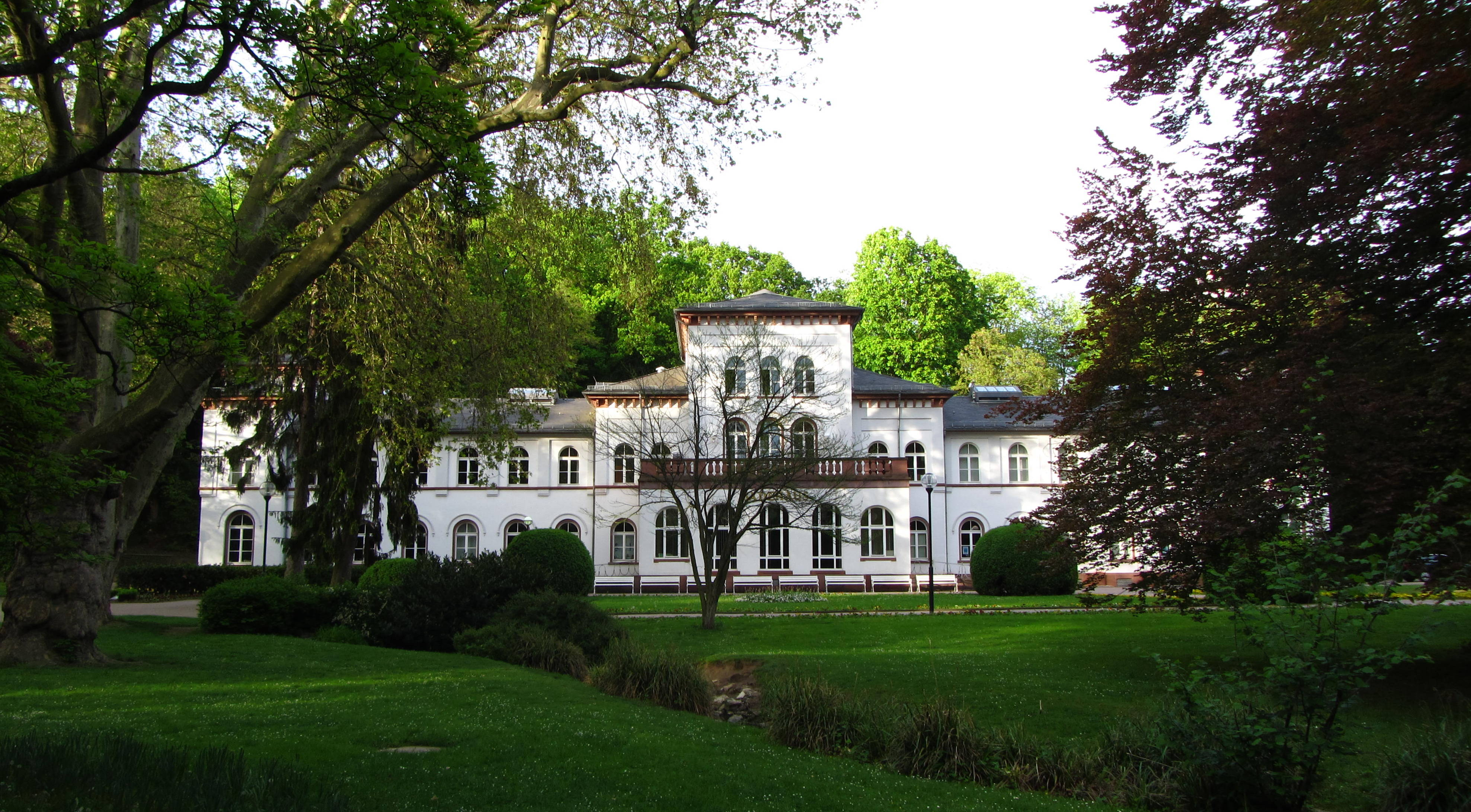
Das Badehaus im Alten Kurpark
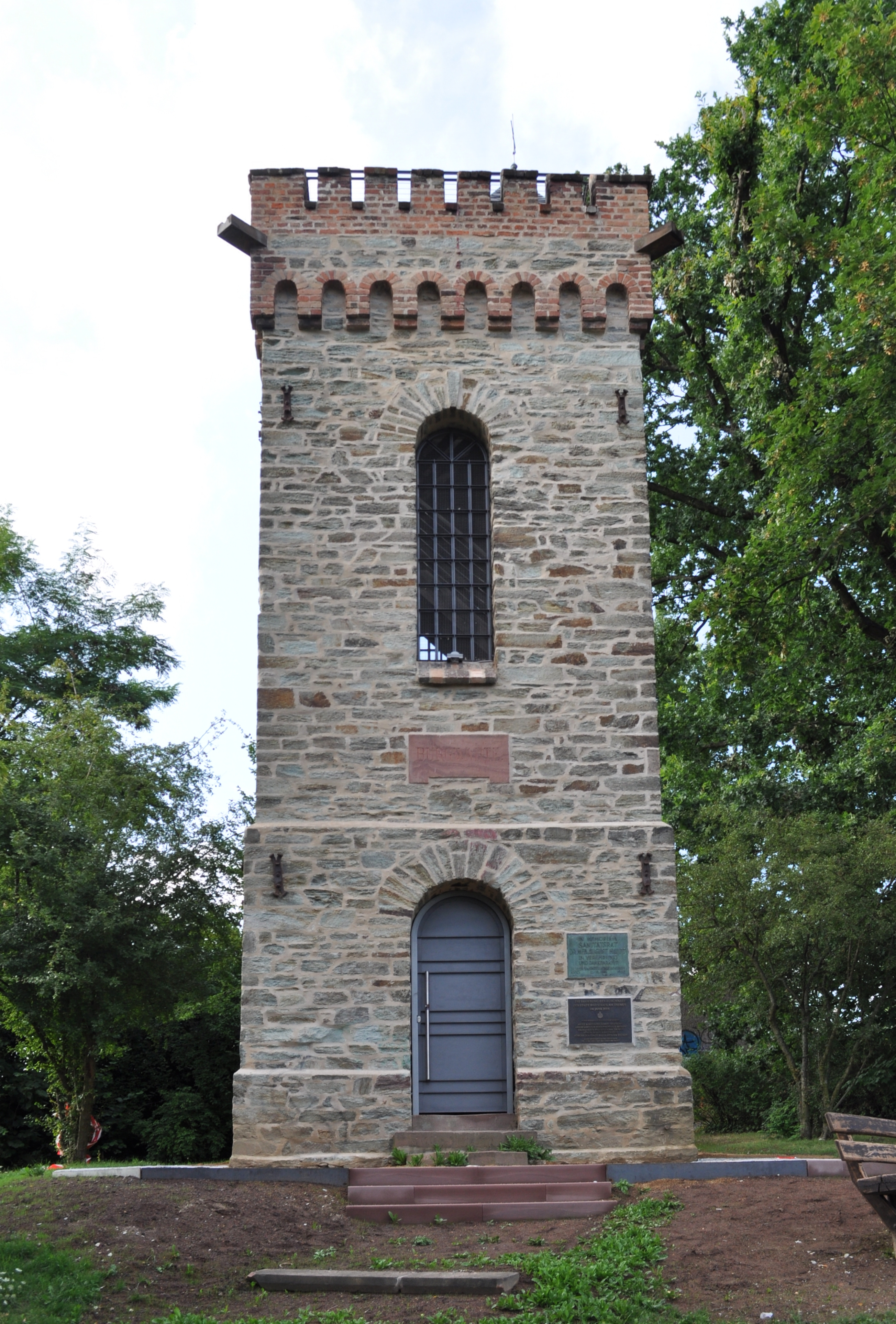
Der Burgbergturm
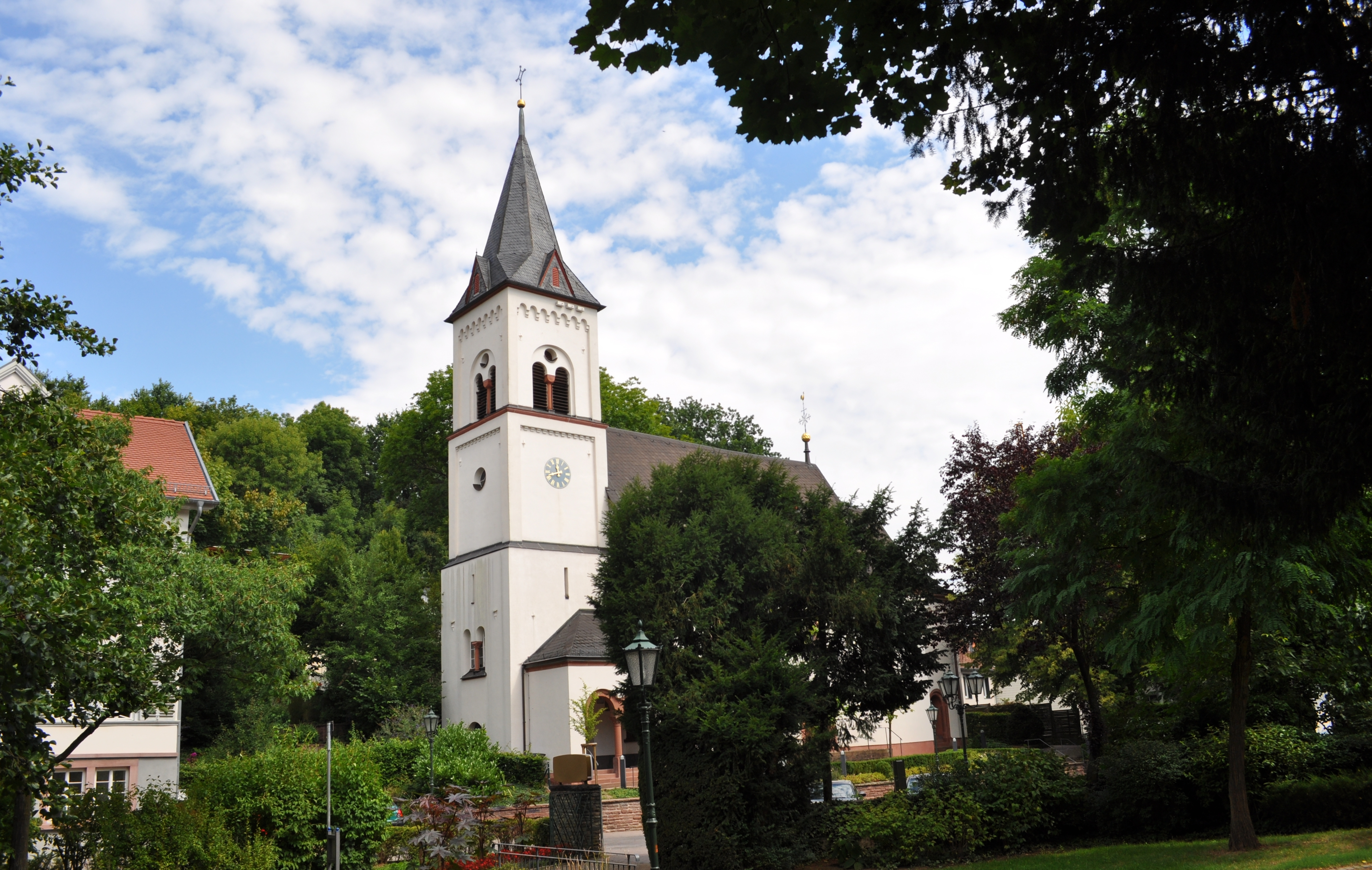
Evangelische Kirche
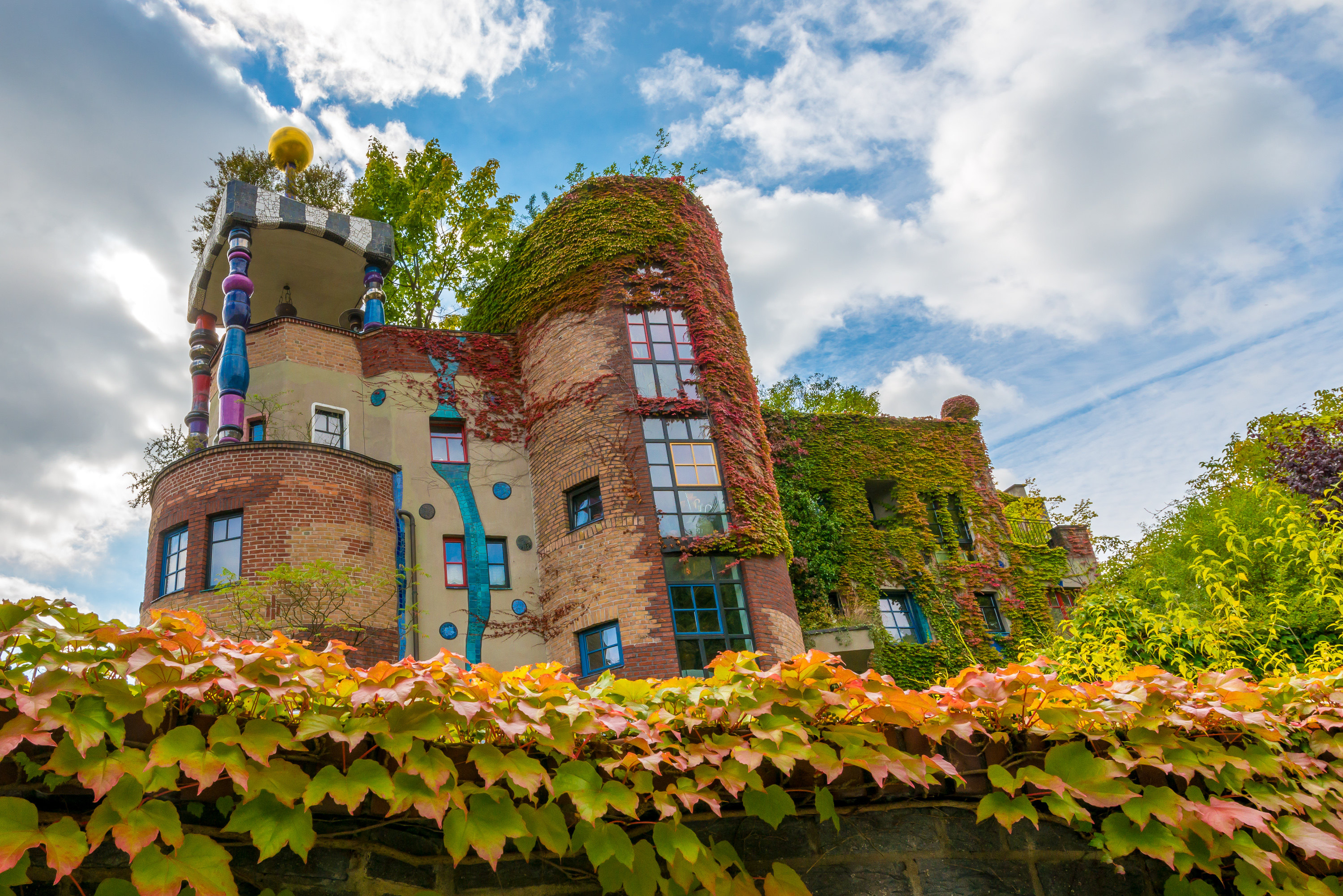
Das Hundertwasserhaus am Quellenpark
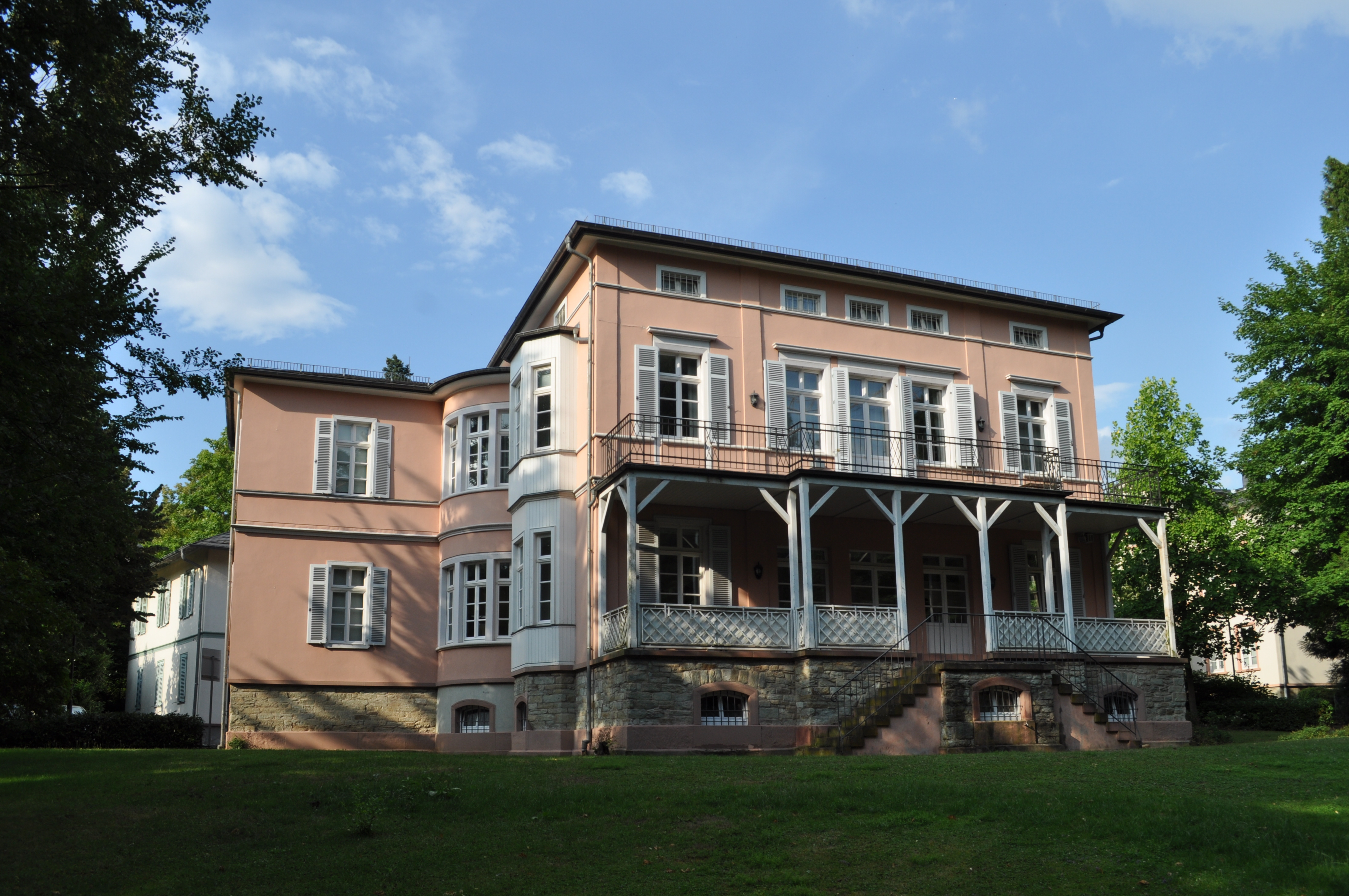
Paulinenschlösschen
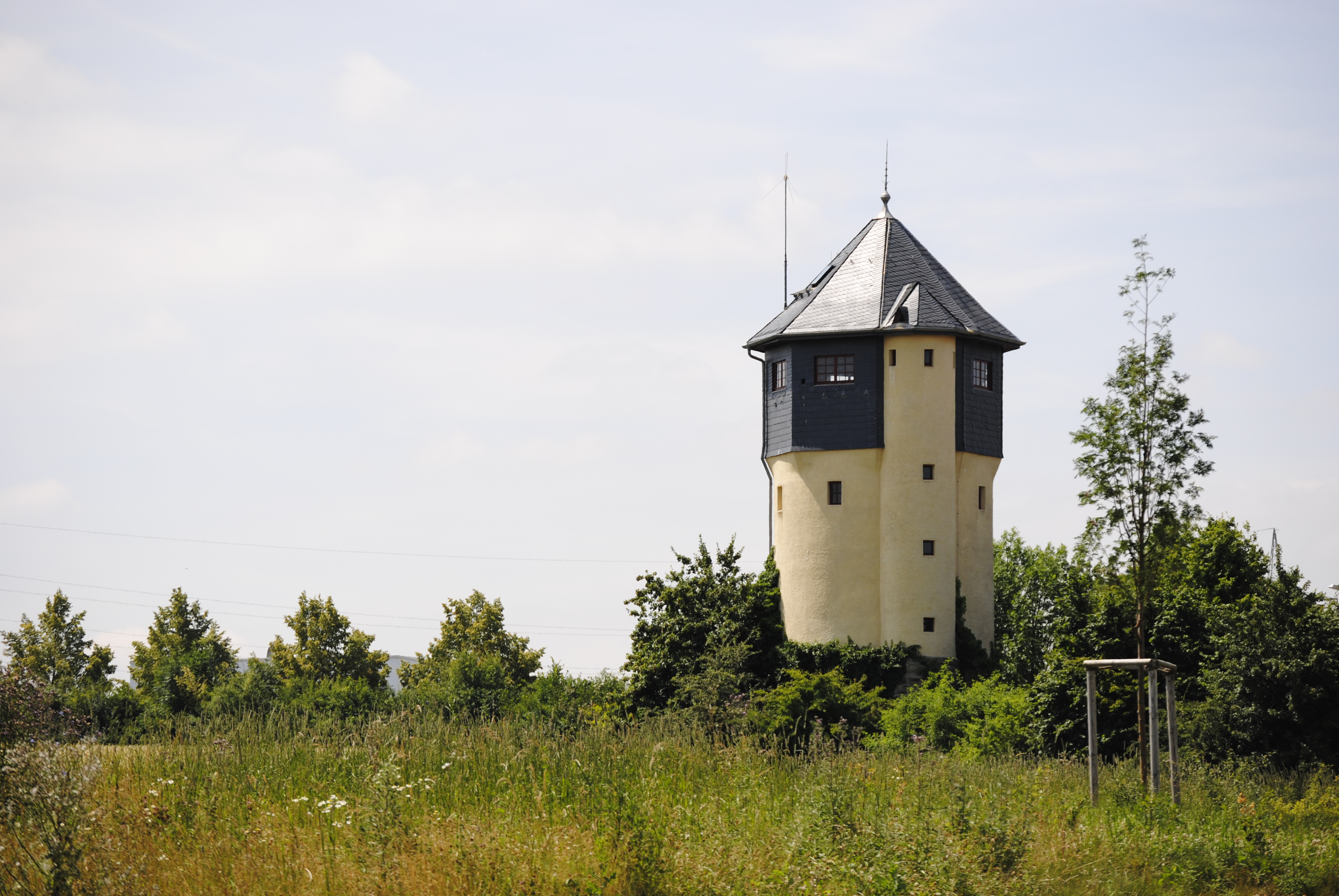
Der Wasserturm an der Wilhelmshöhe

### Parkanlagen

#### Alter Kurpark
Der Alte Kurpark befindet sich in der Innenstadt, direkt an der Königsteiner Straße. Er wurde ab 1823 im Stil eines englischen Landschaftsparks angelegt. Hier befinden sich zahlreiche exotische Bäume sowie mehrere Brunnen, wie der Schwefelbrunnen oder der „Neue Sprudel“. Hier befand sich ebenfalls das 1971 abgerissene Kurhaus, an dessen Stelle sich jetzt das „Hotel+ Hotel“ befindet.
Ebenfalls befindet sich im Alten Kurpark das Badehaus, welches zu Kurzeiten erbaut wurde. Heute befinden sich hier das Stadtarchiv, die Stadtbibliothek und das Stadtmuseum. Des Weiteren befinden sich hier das Paulinenschlösschen sowie die Konzertmuschel, wo regelmäßig Konzerte und Veranstaltungen wie z. B. Direktübertragung von Veranstaltungen oder Gottesdienste angeboten werden.
Außerdem befinden sich im Park der Schwefelbrunnen, der Wilhelmsbrunnen (seit 2001 außer Betrieb) und der „Neue Sprudel“.

#### Wilhelmspark

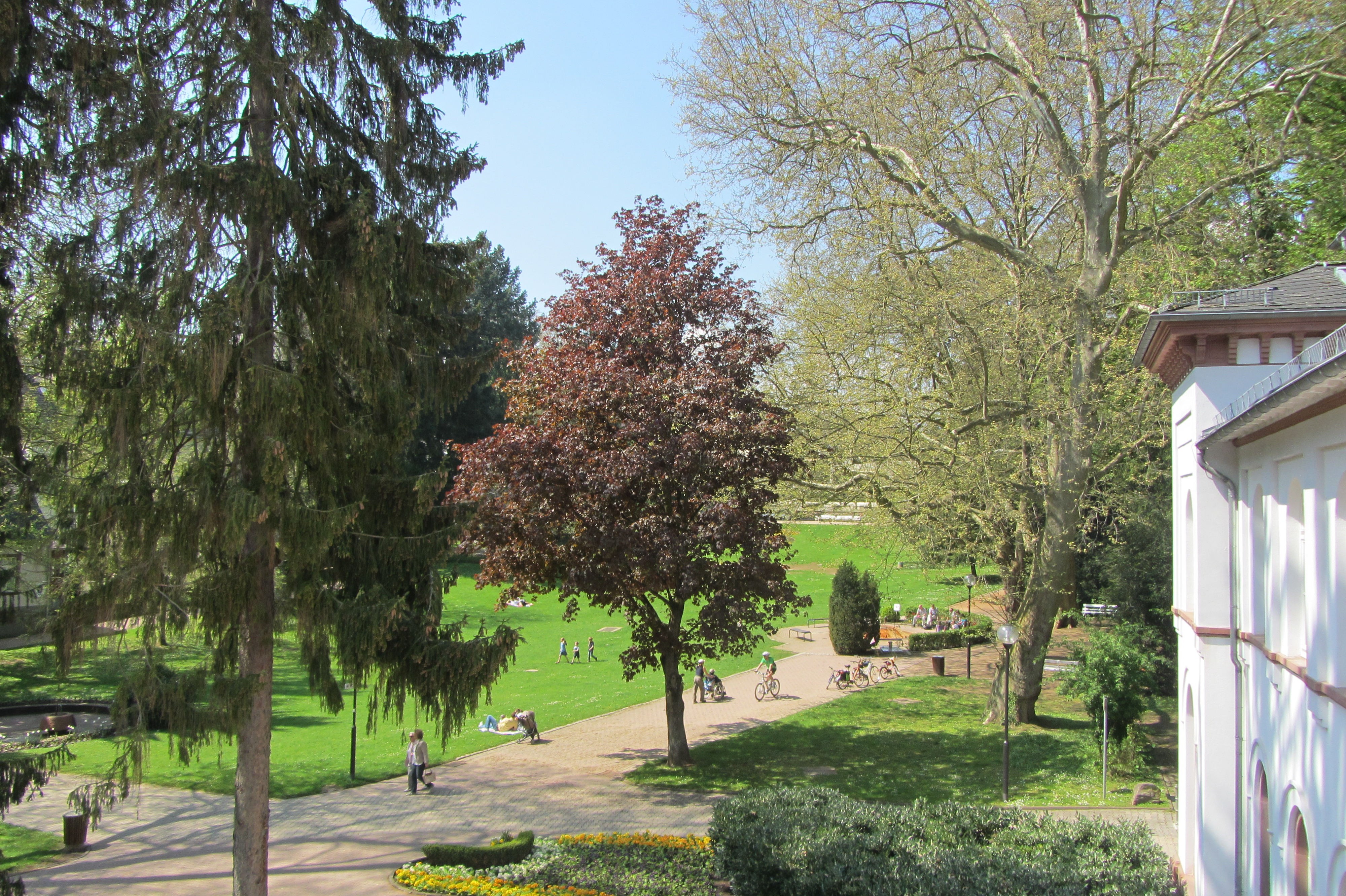
Blick vom Badehaus auf den Alten Kurpark
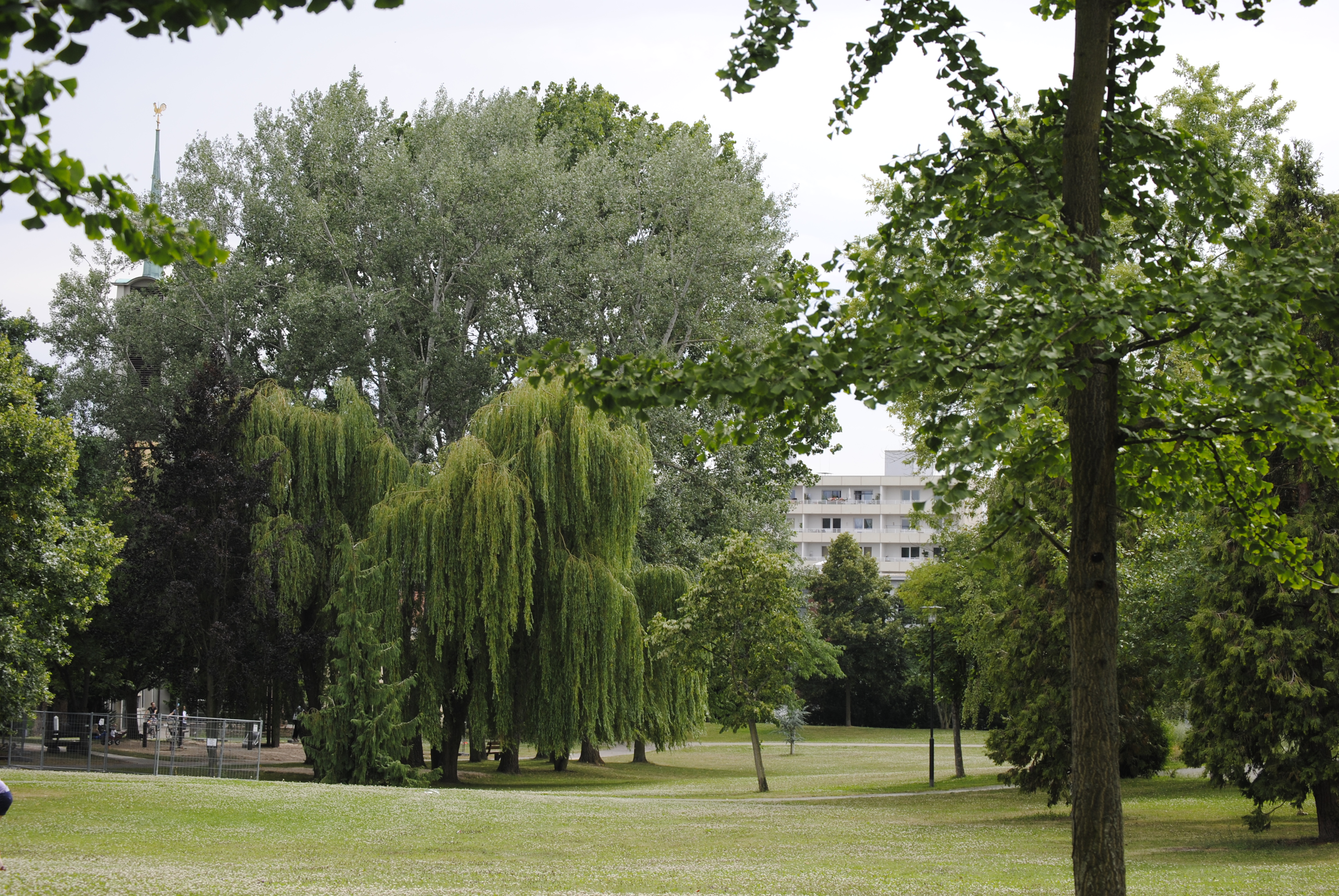
Der Neue Kurpark
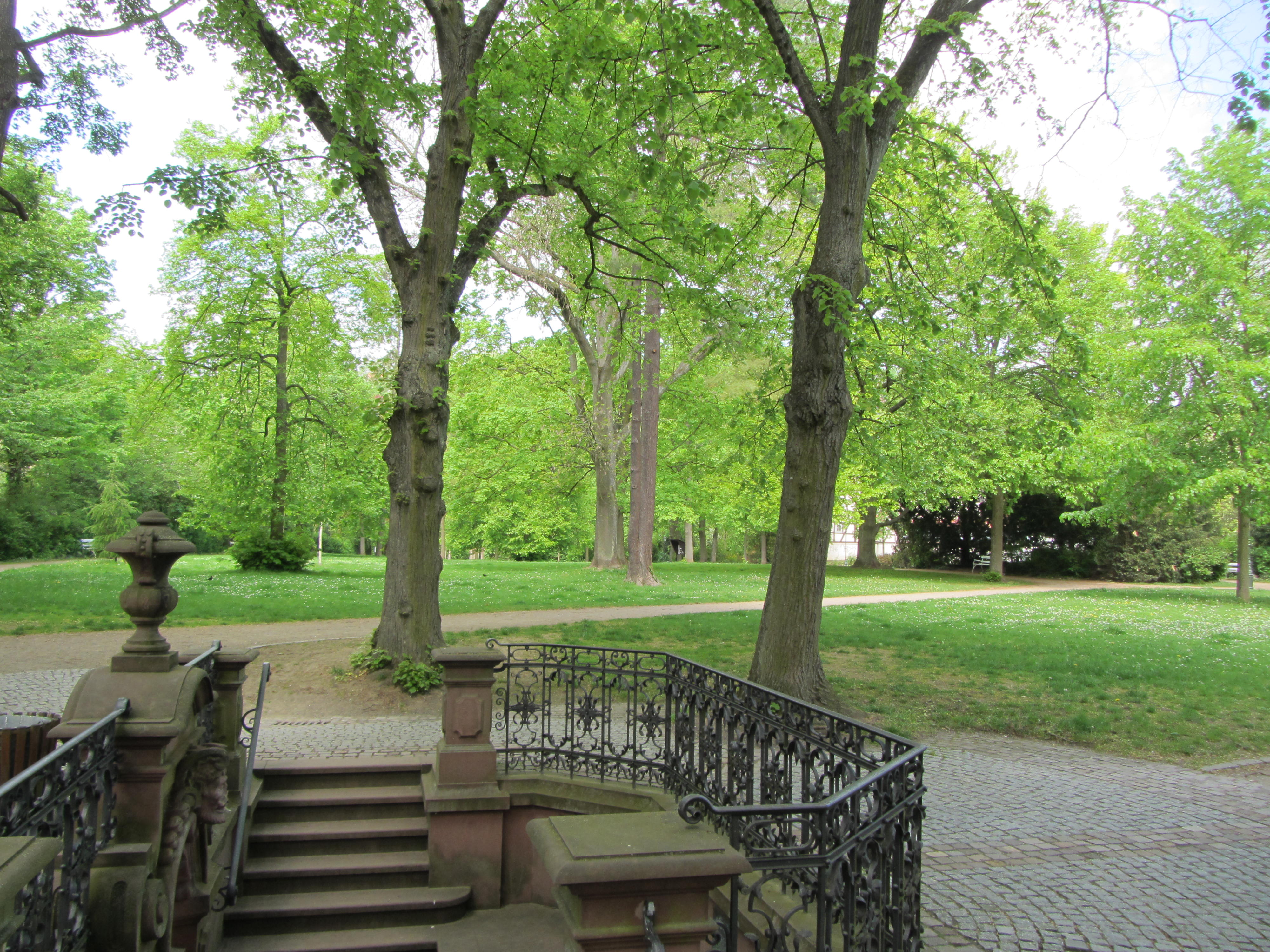
Wilhelmspark und Champagnerbrunnen

### Bilder zur Kultur der Stadt

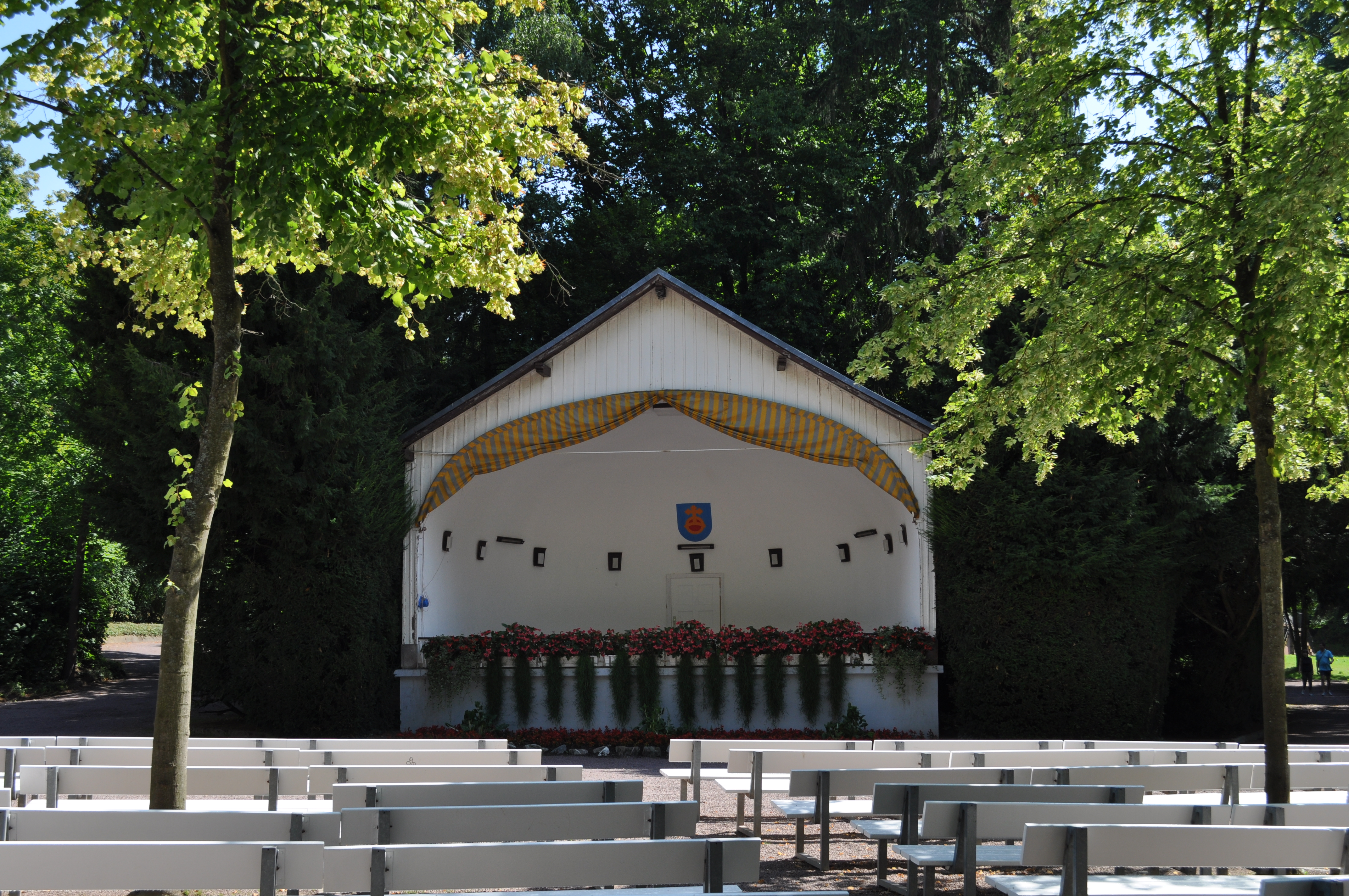
Die Konzertmuschel im Alten Kurpark, hier finden regelmäßig Konzerte, Gottesdienste sowie Direktübertragungen von Veranstaltungen statt
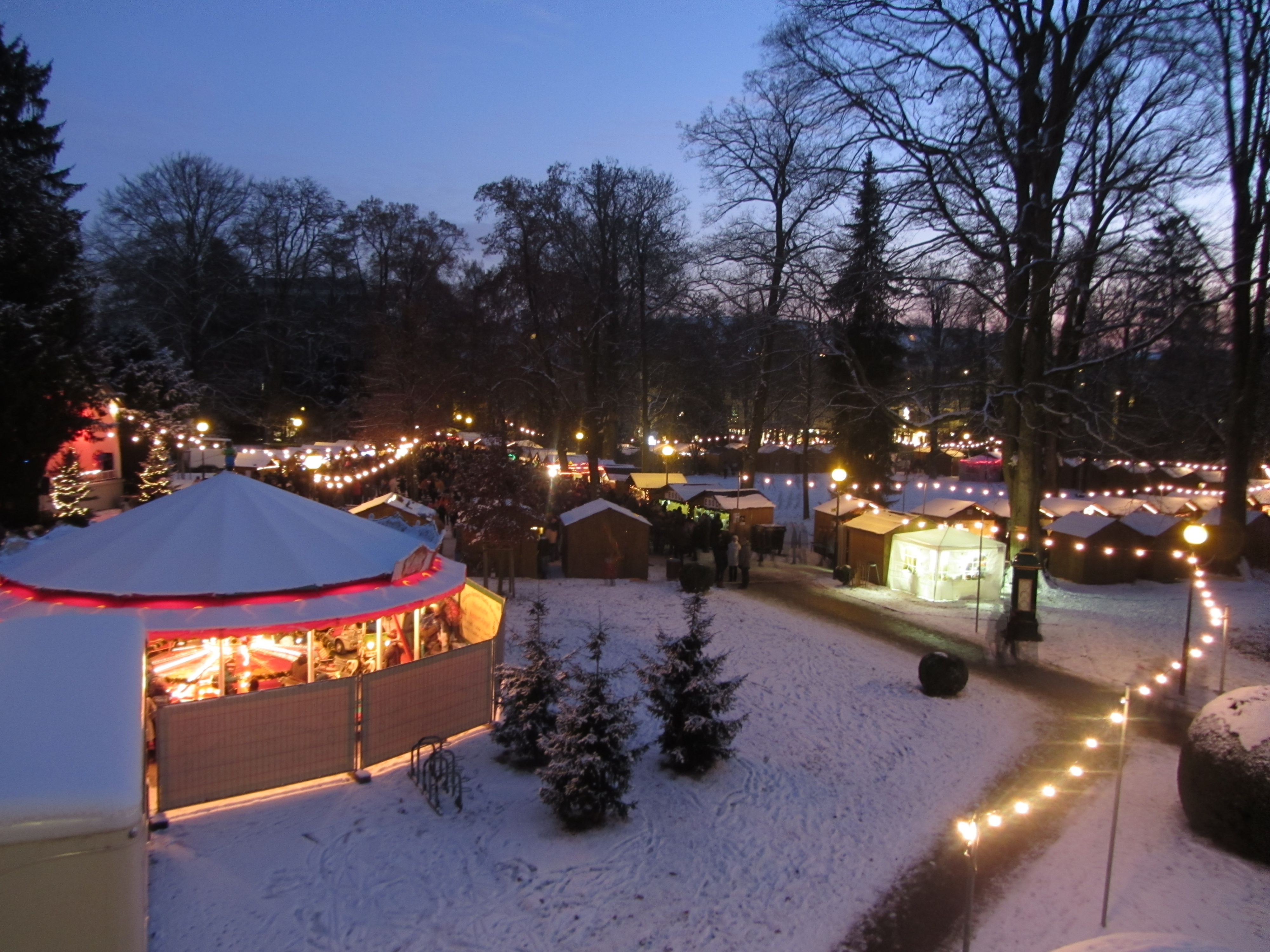
Weihnachtsmarkt 2012
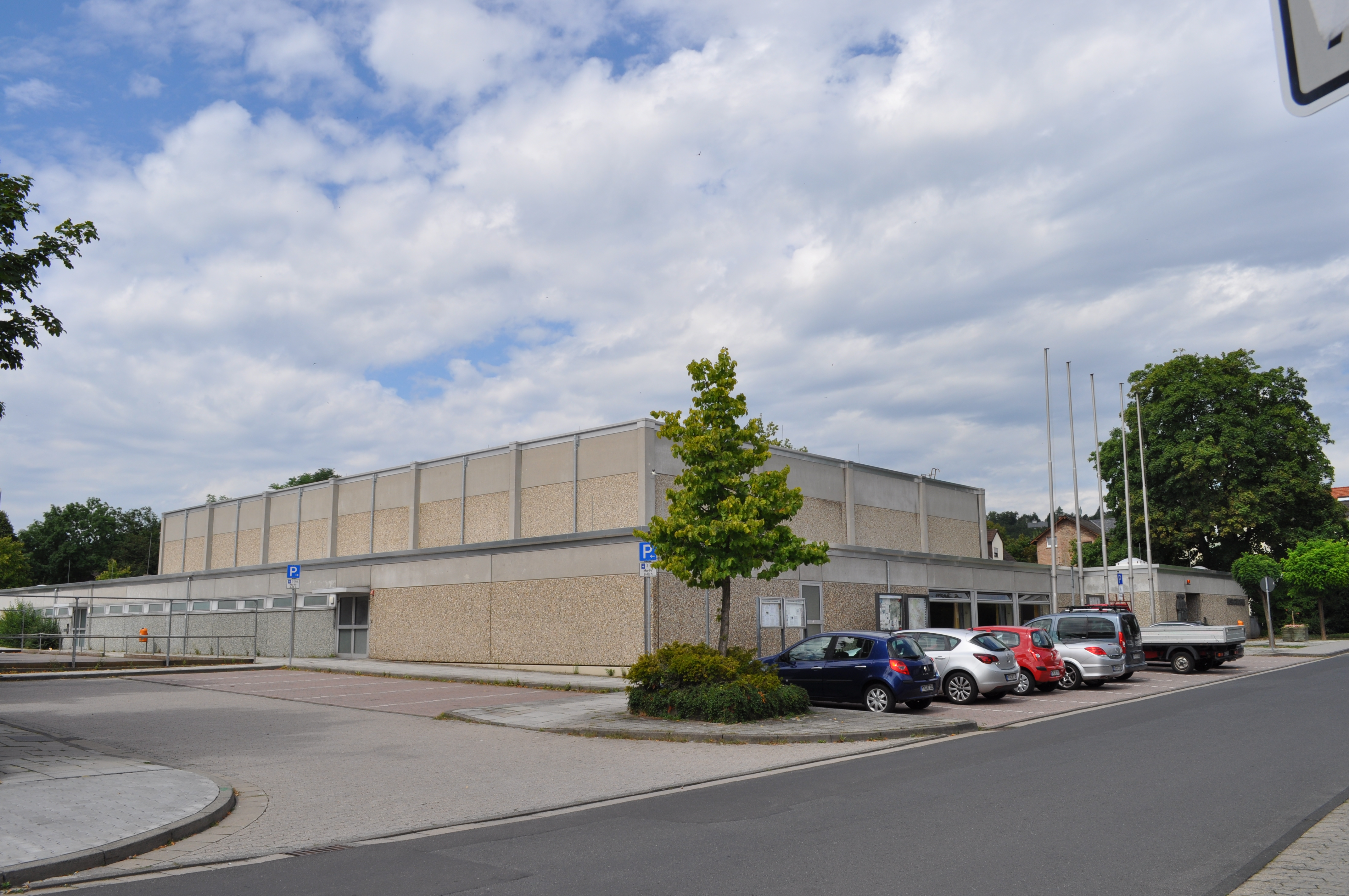
Die Hasselgrundhalle in der Gartenstraße
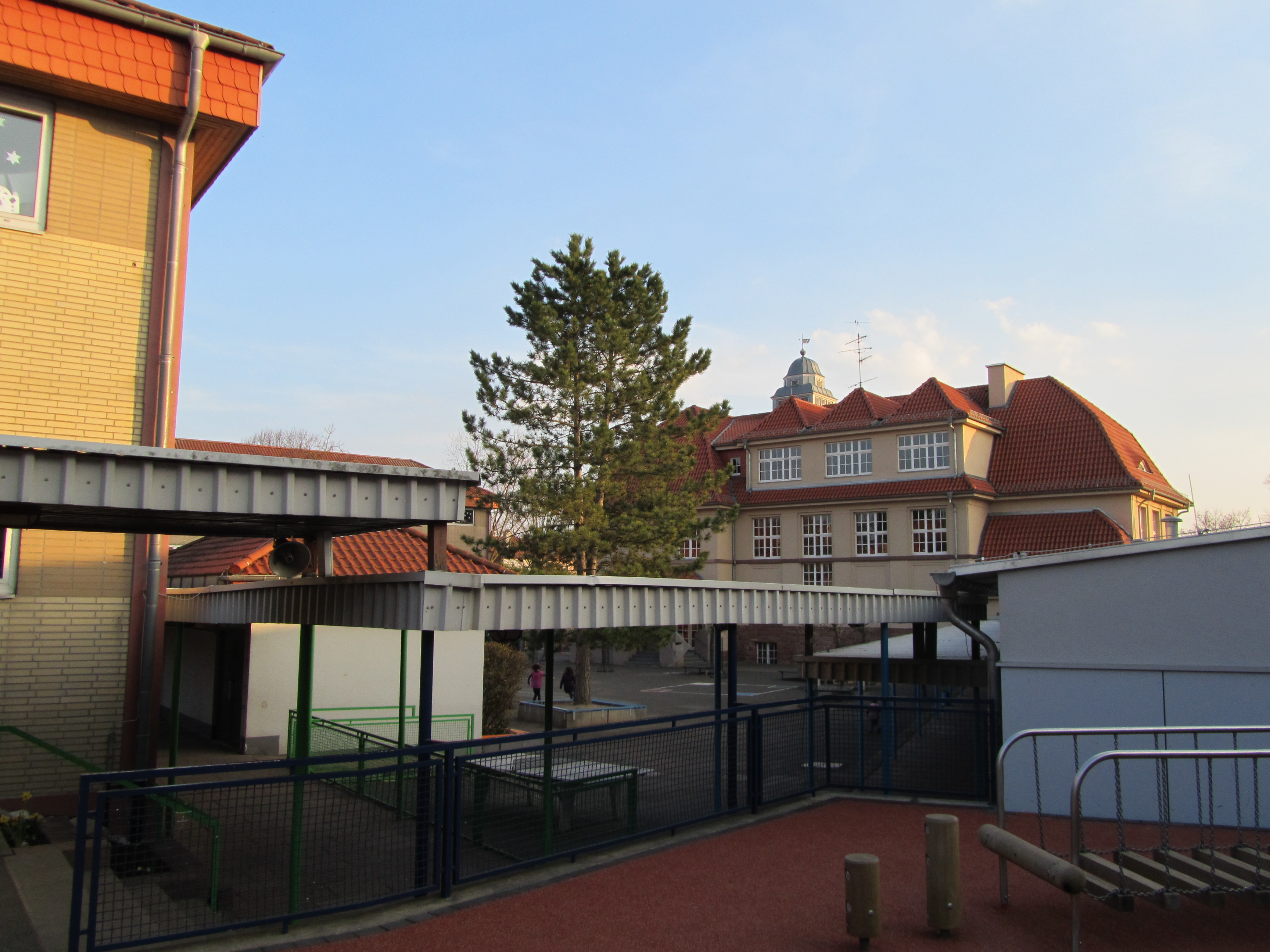
Schulhof der Theodor-Heuss-Schule

## Wirtschaft

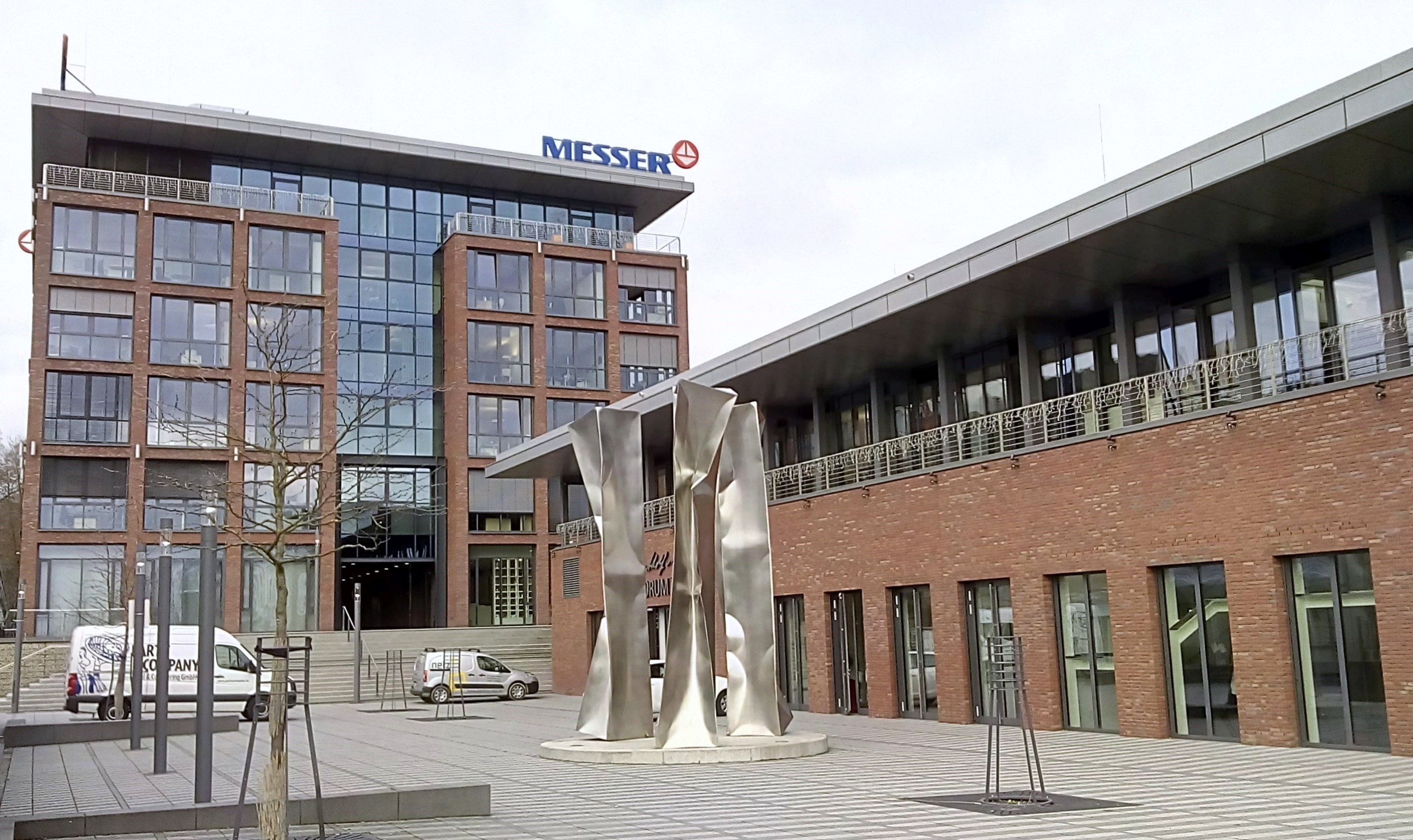
Das neue Hauptgebäude der Messer Group mit dem Messer-Forum und der Skulptur Drei Grazien

## Verkehr

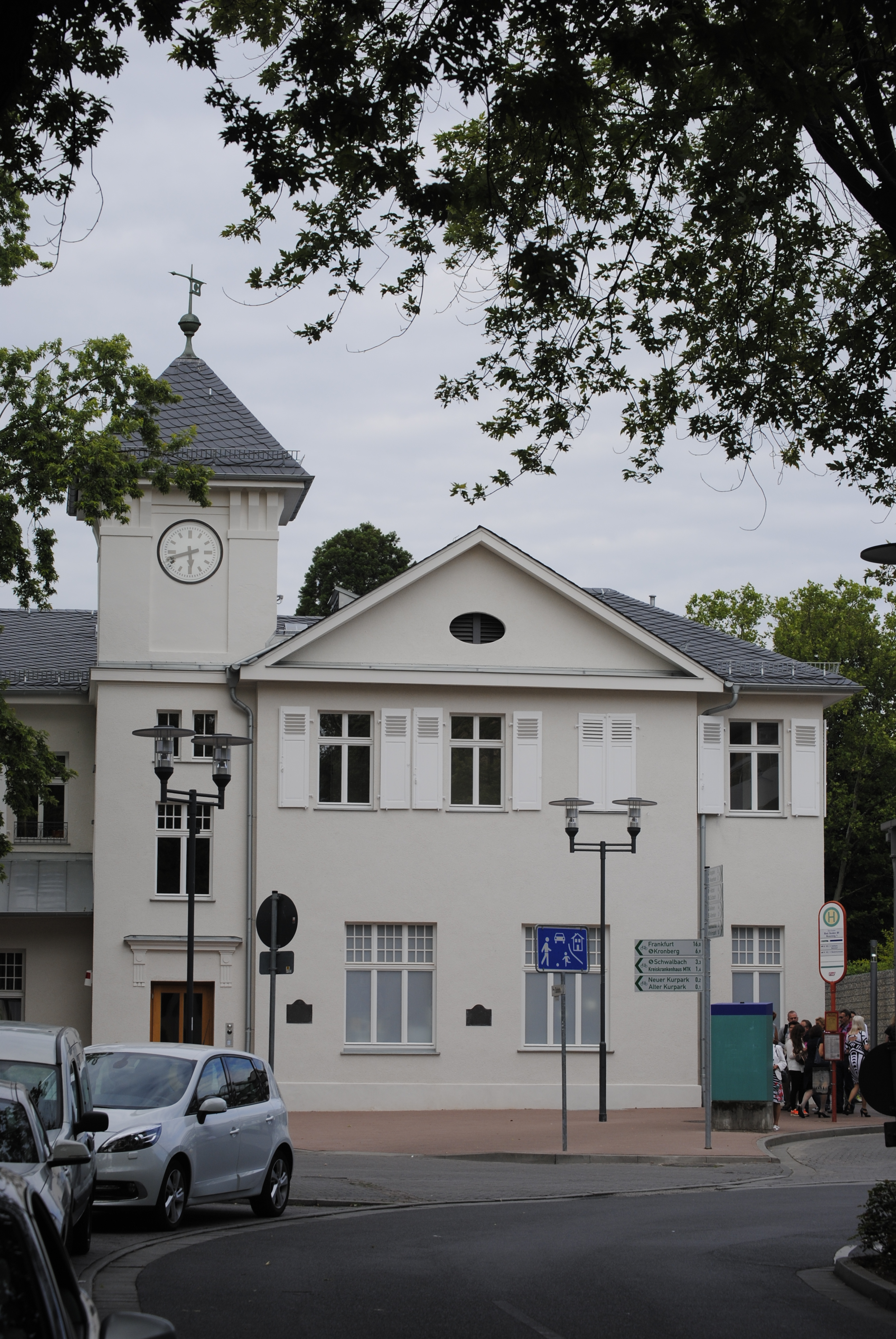
Das alte Bahnhofsgebäude

## Persönlichkeiten

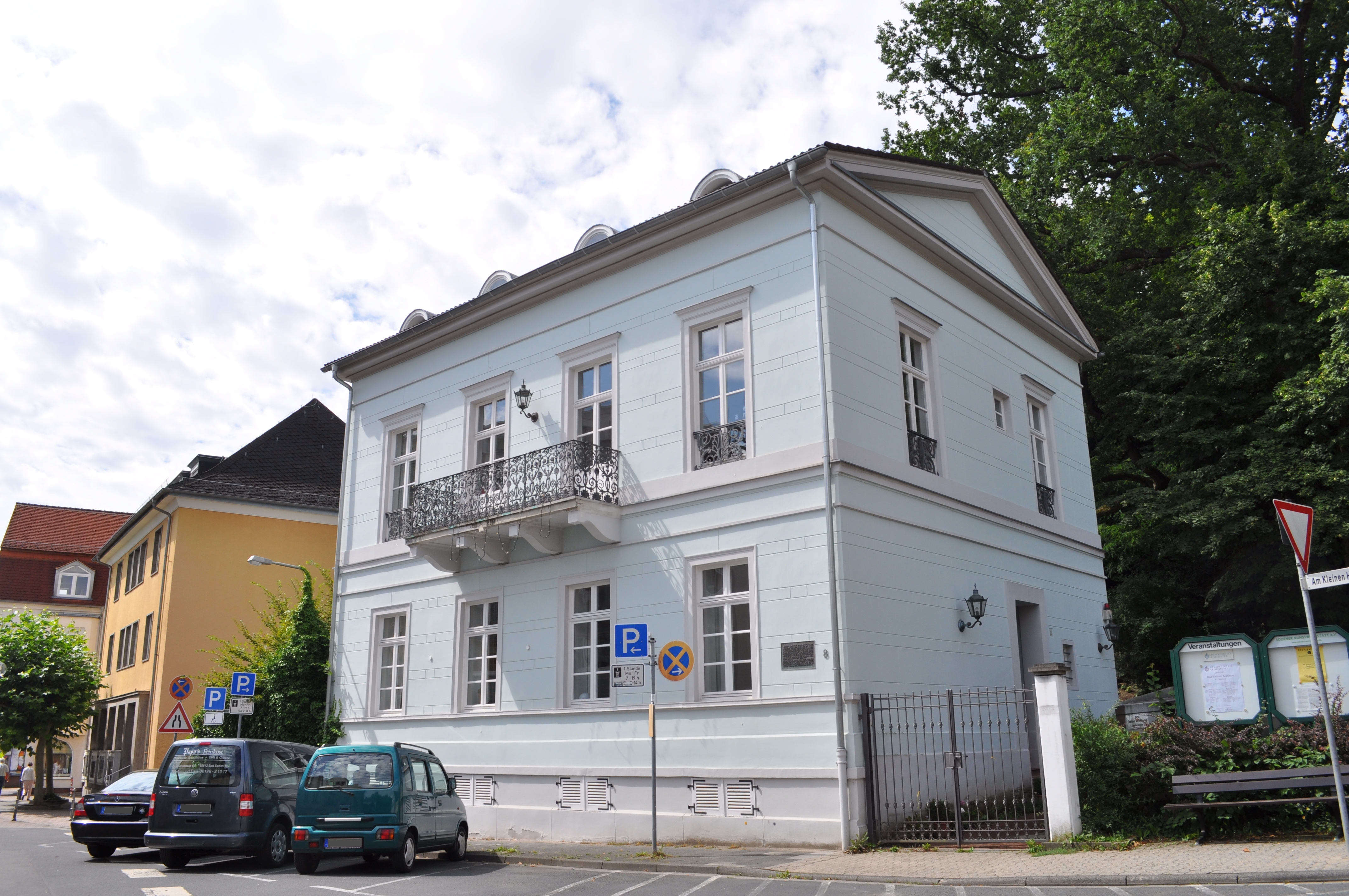
Das Haus Reiss in der Straße Zum Quellenpark, Sommerresidenz der Familie Reiss

### Söhne und Töchter der Stadt

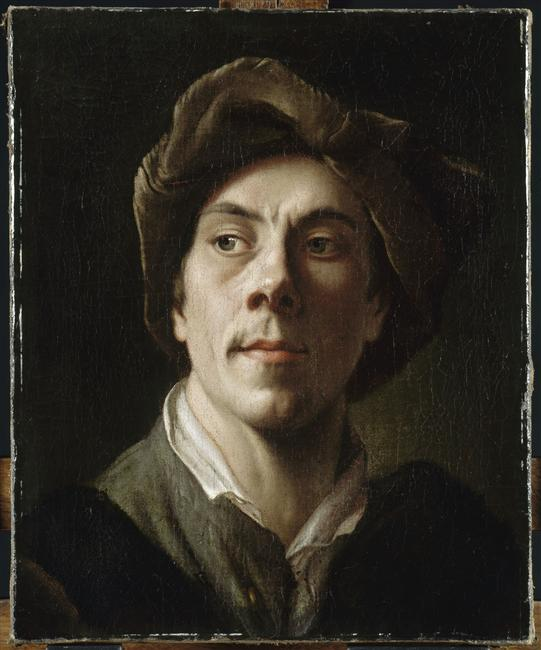
Christian Seybold

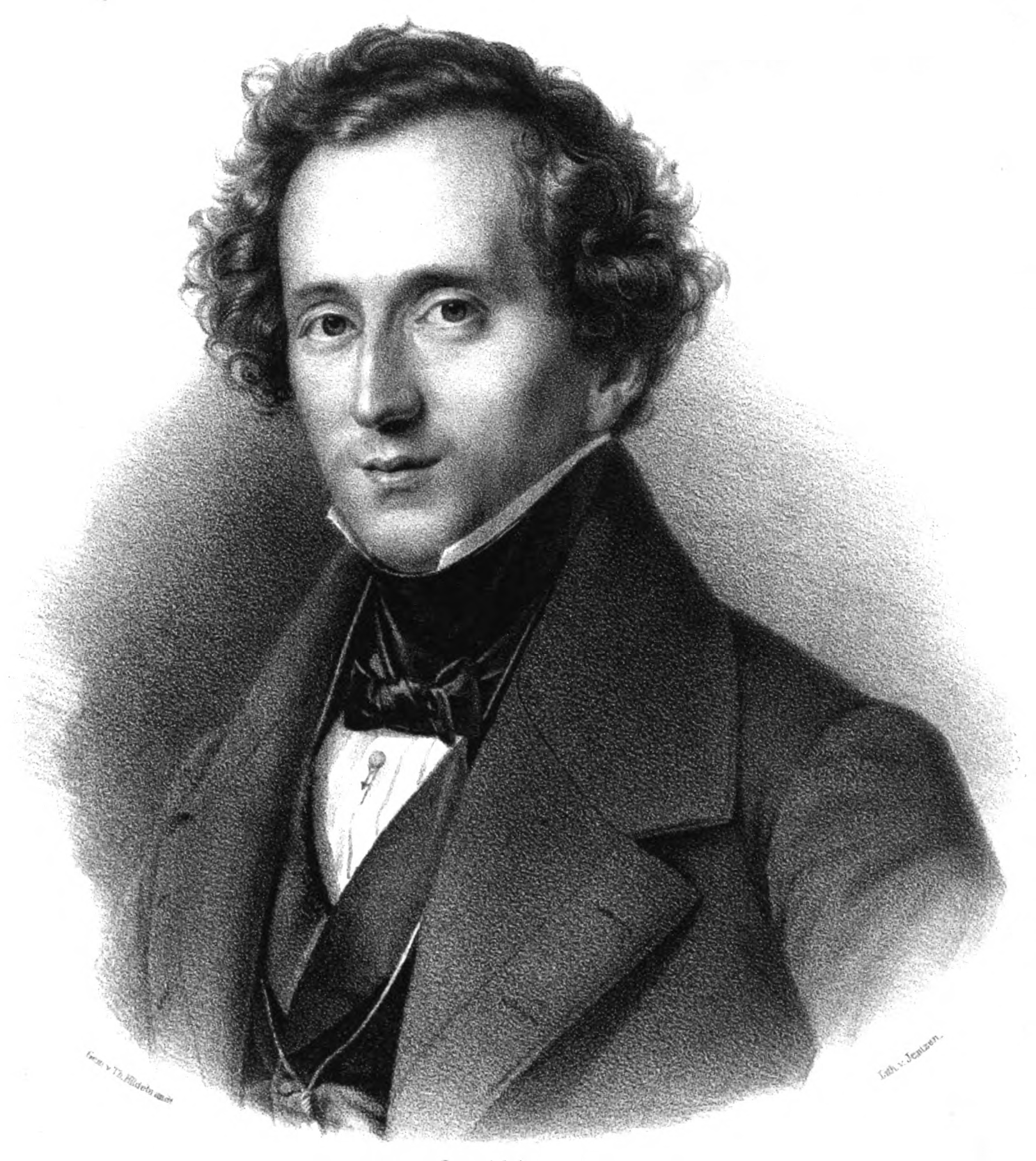
Felix Mendelssohn Bartholdy

#### Neuer Kurpark
Der Neue Kurpark wurde 1961 nach Planungen des Sodener Garten- und Landschaftsarchitekten H. Emmerich angelegt und hat eine Fläche von 43.884 m². Er liegt zwischen dem Eichwald und dem Innenstadtbereich. Zu finden sind hier unter anderem die katholische Kirche St. Katharina und die Kindergartenstätte St. Katharina. Im Park befinden sich keine Kur- und Quellanlagen, jedoch der Schneckenbrunnen und ein Kinderspielplatz. Am Rande der Parkanlage befinden sich zahlreiche Gründerzeitvillen sowie ehemalige Kurhotels.